# Helsingborgs stadsteaters uppsättningar
Följande är en lista över Helsingborgs stadsteaters uppsättningar.

## Rudolf Wendbladh, 1921–1923
| År   | Produktion                                                           | Upphovsmän                                                           | Regi                    |
| ---- | -------------------------------------------------------------------- | -------------------------------------------------------------------- | ----------------------- |
| 1921 | Trettondagsafton eller Vad ni vill (Twelfth Night, or What You Will) | Shakespeare                                                          | Gustaf Linden           |
| 1921 | Marie Arndt (Maria Arndt)                                            | Elsa Bernstein i översättning av Gustaf Linden                       | Rudolf Wendbladh        |
| 1921 | Duvals skilsmässa (Les surprises du divorce)                         | Alexandre Bisson och Antony Mars                                     | Olof Sandborg           |
| 1921 | Rena rama sanningen (Nothing But the Truth)                          | James H. Montgomery i översättning av Knut Nyblom                    | Rudolf Wendbladh        |
| 1921 | Pelikanen                                                            | Strindberg                                                           | Olof Molander           |
| 1921 | Otrogen (Infedele)                                                   | Roberto Bracco i översättning av Ernst Lundquist                     | Rudolf Wendbladh        |
| 1921 | Min ska du bli!                                                      | Ernst Fastbom                                                        | Robert Johnson          |
| 1921 | Hemkomsten (Le retour)                                               | Robert de Flers och Francis de Croisset                              | Rudolf Wendbladh        |
| 1921 | Spanska flugan (Die spanische Fliege)                                | Franz Arnold och Ernst Bach                                          | Rudolf Wendbladh        |
| 1921 | Nyårsvaka                                                            |                                                                      |                         |
| 1922 | Flickan i bilen (The Girl in the Limousine)                          | Wilson Collison och Avery Hopwood i översättning av Rudolf Wendbladh | Rudolf Wendbladh        |
| 1922 | Hjältar (Arms and the Man)                                           | George Bernard Shaw i översättning av Hugo Vallentin                 | Rudolf Wendbladh        |
| 1922 | Royal Suédois                                                        | Ejnar Smith                                                          | Olof Hillberg           |
| 1922 | Cirkeln (The Circle)                                                 | W. Somerset Maugham i översättning av Ebba Byström                   | Mathias Taube           |
| 1922 | Flamman (Die Sterne)                                                 | Hans Müller-Einigen i översättning av Arvid Englind                  | Rudolf Wendbladh        |
| 1922 | Min far hade rätt! (Mon père avait raison)                           | Sacha Guitry                                                         | Rudolf Wendbladh        |
| 1922 | När det unga vinet blommar (Når den ny vin blomstrer)                | Bjørnstjerne Bjørnson                                                | Ragnar Hyltén-Cavallius |
| 1922 | Mrs Taradines inkvartering (Billeted)                                | F. Tennyson Jesse och H. M. Harwood                                  | Ragnar Hyltén-Cavallius |
| 1922 | Äventyr på fotvandringen (Eventyr paa Fodrejsen)                     | Jens Christian Hostrup                                               | Ragnar Hyltén-Cavallius |
| 1922 | Pygmalion                                                            | George Bernard Shaw i översättning av Hugo Vallentin                 | Ragnar Hyltén-Cavallius |
| 1922 | Kungens dansös (Die Ballerina des Königs)                            | Leo Stein och Rudolf Presber i översättning av Olof Hillberg         | Olof Hillberg           |
| 1922 | Hotellråttan (Souris d'hôtel)                                        | Paul Armont och Marcel Gerbidon i översättning av Algot Sandberg     | Rudolf Wendbladh        |
| 1922 | Älskog (Liebelei)                                                    | Arthur Schnitzler                                                    | Ragnar Hyltén-Cavallius |
| 1922 | Den stora scenen (Grosse Szene)                                      | Arthur Schnitzler i översättning av Gustaf Linden                    | Rudolf Wendbladh        |
| 1922 | Sin pappas dotter                                                    | Sören Gille                                                          | Rudolf Wendbladh        |
| 1922 | Gurli                                                                | Henrik Christiernsson                                                | Ragnar Hyltén-Cavallius |
| 1922 | Valuta eller Fru Lökbergs inackorderingar                            | Ida von Plomgren                                                     |                         |
| 1922 | Lilla Rödluvan                                                       |                                                                      |                         |
| 1922 | Jokern (A Pinch Hitter)                                              | H. M. Harwood i översättning av Elsa Broström                        | Rudolf Wendbladh        |
| 1923 | Hattmakarens bal                                                     | Hjalmar Peters                                                       | Ragnar Hyltén-Cavallius |
| 1923 | Äkta makar (Kjærlighet og vennskap)                                  | Peter Egge                                                           | Torsten Hammarén        |
| 1923 | Socorros inackorderingar (El padrón municipal)                       | Miguel Ramos Carrión och Vital Aza / Bearbetning Karl August Hagberg | Ragnar Hyltén-Cavallius |
| 1923 | Zoologi (Lottchens Geburtstag)                                       | Ludwig Thoma                                                         | Torsten Hammarén        |
| 1923 | Kunga-revyn                                                          | Emil Norlander                                                       | Eric Lindholm           |
| 1923 | Gamla Heidelberg (Alt-Heidelberg)                                    | Wilhelm Meyer-Förster                                                | Ragnar Hyltén-Cavallius |
| 1923 | Komprometterad (The Ruined Lady)                                     | Frances Nordstrom i översättning av Ragnar Widestedt                 | Ragnar Hyltén-Cavallius |
| 1923 | Den starkare                                                         | Strindberg                                                           | Rudolf Wendbladh        |
| 1923 | Fröken Julie                                                         | Strindberg                                                           | Rudolf Wendbladh        |
| 1923 | Föräldrar (Forældre)                                                 | Otto Benzon i översättning av Hjalmar Söderberg                      | Rudolf Wendbladh        |
| 1923 | Spanska flugan (Die spanische Fliege)                                | Franz Arnold och Ernst Bach                                          | Rudolf Wendbladh        |
| 1923 | Storkens vikarie (Baby Mine)                                         | Margaret Mayo / Bearbetning Thea Wall                                |                         |
| 1923 | Tomtebobarnen                                                        | Elsa Beskow                                                          |                         |

## Torsten Hammarén, 1923–1926
| År   | Produktion                                                       | Upphovsmän                                                        | Regi                      |
| ---- | ---------------------------------------------------------------- | ----------------------------------------------------------------- | ------------------------- |
| 1923 | Högt spel                                                        | Ernst Didring                                                     | Gerda Lundequist-Dalström |
| 1923 | Moral                                                            | Ludwig Thoma i översättning av Herman A. Ring                     | Torsten Hammarén          |
| 1923 | Fjärde budet                                                     | Sigurd Wallén                                                     | Albin Lindahl             |
| 1923 | Komedien                                                         | Nini Roll Anker                                                   | Gerda Lundequist-Dalström |
| 1923 | Signade tider                                                    | Algot Sandberg                                                    | Albin Lindahl             |
| 1923 | Anna Christie                                                    | Eugene O'Neill i översättning av Elsa af Trolle                   | Gerda Lundequist-Dalström |
| 1923 | Tomtefar                                                         | Carlo Keil-Möller                                                 | Carlo Keil-Möller         |
| 1923 | Det lyckliga valet (Det lykkelige valg)                          | Nils Kjær i översättning av August Brunius                        | Torsten Hammarén          |
| 1923 | Nyårsvaka                                                        |                                                                   |                           |
| 1924 | Din nästas fästmö (Just Married)                                 | Adelaide Matthews och Anne Nichols i översättning av Ernst Eklund | Torsten Hammarén          |
| 1924 | Hjärter är trumf (Atout.. coeur)                                 | Felix Gandera i översättning av Sven Nyblom                       | Torsten Hammarén          |
| 1924 | Disciplin                                                        | Einar Fröberg                                                     | Torsten Hammarén          |
| 1924 | Åtrå (La Malquerida)                                             | Jacinto Benavente i översättning av Olof Molander                 | Gerda Lundequist-Dalström |
| 1924 | Försvarsadvokaten (A doktor úr)                                  | Ferenc Molnár                                                     | Torsten Hammarén          |
| 1924 | Hans rätta hustru (Limousine)                                    | Jacques Bousquet och Henri Falk i översättning av Einar Fröberg   | Hjalmar Peters            |
| 1924 | Vännen Lorel (Le vieil ami)                                      | Adrien Vély och H. R. Girardet i översättning av Gustaf Linden    | Torsten Hammarén          |
| 1924 | Fröken Pascal (Mademoiselle Pascal)                              | Martial Piéchaud i översättning av Carlo Keil-Möller              | Gerda Lundequist-Dalström |
| 1924 | Främlingen (Limousine)                                           | Paul Armont och Louis Verneuil i översättning av Torsten Kumlien  | Hjalmar Peters            |
| 1924 | Paria                                                            | Strindberg                                                        | Hjalmar Peters            |
| 1924 | Salome                                                           | Oscar Wilde i översättning av Edvard Alkman                       | Torsten Hammarén          |
| 1924 | Till främmande hamn (Outward Bound)                              | Sutton Vane i översättning av Carlo Keil-Möller                   | Torsten Hammarén          |
| 1924 | Värmlänningarna                                                  | Fredrik August Dahlgren och Andreas Randel                        | Hjalmar Peters            |
| 1924 | Nyårsvaka                                                        |                                                                   |                           |
| 1925 | Dagens hjälte                                                    | Carlo Keil-Möller                                                 | Torsten Hammarén          |
| 1925 | Antigone (Ἀντιγόνη)                                              | Sofokles i översättning av Holger Nyblom                          | Gerda Lundequist-Dalström |
| 1925 | Vår lilla fru (Our Little Wife)                                  | Avery Hopwood i översättning av Oscar Byström                     | Torsten Hammarén          |
| 1925 | Thora van Deken                                                  | Henrik Pontoppidan och Hjalmar Bergstrøm                          | Gerda Lundequist-Dalström |
| 1925 | Kära släkten (Den kære Familie)                                  | Gustav Esmann                                                     | Gerda Lundequist-Dalström |
| 1925 | Lite ljuga...                                                    | Sven Åkerberg                                                     | Helge Wahlgren            |
| 1925 | Kameliadamen (La Dame aux camélias)                              | Alexandre Dumas den yngre                                         | Helge Wahlgren            |
| 1925 | Geografi och kärlek (Geografi og Kærlighed)                      | Bjørnstjerne Bjørnson                                             | Helge Wahlgren            |
| 1925 | Den sköna Melusina                                               | Oscar Rydqvist                                                    |                           |
| 1925 | En aftonstund på "Tre Liljor"                                    | Knut Michaelson                                                   |                           |
| 1925 | Löftet                                                           | Tomasino Scotti                                                   | Gerda Lundequist-Dalström |
| 1925 | Ljungby horn (Et folkesagn)                                      | Edgar Collin, Vilhelm Østergaard, och Alfred Ipsen                | Helge Wahlgren            |
| 1926 | Sex roller söka en författare (Sei personaggi in cerca d'autore) | Luigi Pirandello                                                  | Torsten Hammarén          |
| 1926 | Stora barndopet (Den store barnedåpen)                           | Oskar Braaten i översättning av Einar Fröberg                     | Helge Wahlgren            |
| 1926 | Liliom                                                           | Ferenc Molnár i översättning av Gustaf Linden                     | Torsten Hammarén          |
| 1926 | Fru Inger till Östråt (Fru Inger til Østeraad)                   | Henrik Ibsen                                                      | Helge Wahlgren            |
| 1926 | Nationalmonumentet                                               | Tor Hedberg                                                       | Helge Wahlgren            |
| 1926 | Alarmklockan (La Sonnette d'alarme)                              | Maurice Hennequin                                                 | Helge Wahlgren            |

## Gösta Cederlund, 1926–1929
| År   | Produktion                                                     | Upphovsmän                                                               | Regi              |
| ---- | -------------------------------------------------------------- | ------------------------------------------------------------------------ | ----------------- |
| 1926 | Storstädning (Spring Cleaning)                                 | Frederick Lonsdale                                                       | Gösta Cederlund   |
| 1926 | Sam Jackson i Paris (L'air de Paris)                           | Maurice Hennequin och Henry de Gorsse i översättning av Gunnar Klintberg | Albert Nycop      |
| 1926 | Sankta Johanna (Saint Joan of Arc)                             | George Bernard Shaw i översättning av Ebba Low och Gustaf Linden         | Gösta Cederlund   |
| 1926 | Eliza stannar (Eliza comes to stay)                            | Henry V. Esmond                                                          | Gösta Cederlund   |
| 1926 | Spelet om kärleken och döden (Le Jeu de l'amour et de la mort) | Romain Rolland i översättning av Carlo Keil-Möller                       | Albert Nycop      |
| 1926 | Julnatten i barnkammaren                                       | Carlo Keil-Möller                                                        | Carlo Keil-Möller |
| 1926 | Hans Majestät får vänta                                        | Oscar Rydqvist                                                           | Gösta Cederlund   |
| 1926 | Nyårsvaka                                                      |                                                                          |                   |
| 1927 | Vad varje kvinna vet (What Every Woman Knows)                  | J.M. Barrie i översättning av Edvard Alkman                              | Elsa Carlsson     |
| 1927 | Vi och de våra (Loyalties)                                     | John Galsworthy i översättning av Gunnar Klintberg                       | Gösta Cederlund   |
| 1927 | Gustav Vasa                                                    | Strindberg                                                               | Gösta Cederlund   |
| 1927 | Min fröken mor (Mademoiselle ma mère)                          | Louis Verneuil                                                           | Albert Nycop      |
| 1927 | Peter Peter (Ingeborg)                                         | Curt Goetz i översättning av Arvid Englind                               | Gösta Cederlund   |
| 1927 | Komedin på slottet (Spiel im Schloss)                          | Ferenc Molnár i översättning av Albert Nycop                             | Albert Nycop      |
| 1927 | Kristina                                                       | Strindberg                                                               | Gösta Cederlund   |
| 1927 | En bättre herre (Ein besserer Herr)                            | Walter Hasenclever i översättning av Gösta Cederlund                     | Gösta Cederlund   |
| 1927 | Simson och Delila (Samson og Delila)                           | Sven Lange i översättning av Emil Grandinson                             | John Westin       |
| 1927 | Mysteriet Milton (The Ringer)                                  | Edgar Wallace                                                            | Gösta Cederlund   |
| 1927 | Halta Lena och vindögda Per                                    | Ernst Fastbom                                                            | Albert Nycop      |
| 1927 | Bättre folk (The Best People)                                  | Avery Hopwood och David Gray i översättning av Carlo Keil-Möller         | Gösta Cederlund   |
| 1927 | Nyårsvaka                                                      |                                                                          |                   |
| 1928 | Kejsarinnan Katarina II (A cárnő)                              | Melchior Lengyel och Lajos Bíró                                          | Gösta Cederlund   |
| 1928 | Den stora rollen                                               | Runar Schildt                                                            | Gösta Cederlund   |
| 1928 | Gröna hissen (Fair and Warmer)                                 | Avery Hopwood                                                            | Albert Nycop      |
| 1928 | Hotell Fredspipan                                              | Oscar Rydqvist                                                           | Gösta Cederlund   |
| 1928 | Kämparna på Helgeland (Hærmændene paa Helgeland)               | Henrik Ibsen                                                             | Albert Nycop      |
| 1928 | Spanska flugan (Die spanische Fliege)                          | Franz Arnold och Ernst Bach                                              | Albert Nycop      |
| 1928 | Go' morron, Bill (Good Morning, Bill)                          | P.G. Wodehouse                                                           | Gösta Cederlund   |
| 1928 | Ett revolutionsbröllop (Revolutionsbryllup)                    | Sophus Michaëlis                                                         | Gösta Cederlund   |
| 1928 | Den första av herrarna (Au premier de ces messieurs)           | Yves Mirande och André Mouézy-Éon                                        | Albert Nycop      |
| 1928 | Diktatorn (Le Dictateur)                                       | Jules Romains                                                            | Albert Nycop      |
| 1928 | Spöktåget (The Ghost Train)                                    | Arnold Ridley                                                            | Gösta Cederlund   |
| 1929 | Första varningen                                               | Strindberg                                                               | Gösta Cederlund   |
| 1929 | Leka med elden                                                 | Strindberg                                                               | Gösta Cederlund   |
| 1929 | Markisinnan (The Marquise)                                     | Noël Coward                                                              | Albert Nycop      |
| 1929 | Frökens man (A kisasszony férje)                               | Gábor Drégely                                                            | Albert Nycop      |
| 1929 | Så tuktas en argbigga (The Taming of the Shrew)                | Shakespeare                                                              | Gösta Cederlund   |
| 1929 | Dubbelexponering (Double Exposure)                             | Avery Hopwood                                                            | Albert Nycop      |

## Rudolf Wendbladh, 1929–1944
| År   | Produktion                                                             | Upphovsmän                                                                                        | Regi                              |
| ---- | ---------------------------------------------------------------------- | ------------------------------------------------------------------------------------------------- | --------------------------------- |
| 1929 | Vi ä' alla lika (Aren't we all?)                                       | Frederick Lonsdale i översättning av Ellen Appelberg-Collijn                                      | Rudolf Wendbladh                  |
| 1929 | Don Gil av gröna byxor (Don Gil de las calzas verdes)                  | Tirso de Molina i översättning av Gustaf Ullman                                                   | Rudolf Wendbladh                  |
| 1929 | Rolfs Revy                                                             |                                                                                                   |                                   |
| 1929 | Periferi (Periférie)                                                   | František Langer i översättning av Rudolf Wendbladh                                               | Rudolf Wendbladh                  |
| 1929 | Lavendelfröknarna (Lavender Ladies)                                    | Daisy Fisher i översättning av Ivar P:son Henning                                                 | Rudolf Wendbladh                  |
| 1929 | Resans slut (Journey's End)                                            | Robert Cedric Sheriff i översättning av Rudolf Wendbladh                                          | Rudolf Wendbladh                  |
| 1929 | Mästerkatten i stövlar (Den bestøvlede kat)                            | Hans Werner                                                                                       |                                   |
| 1929 | Adrienne, Adrienne! (Pour avoir Adrienne)                              | Louis Verneuil                                                                                    | Albert Nycop                      |
| 1929 | Herr Dardanell och hans upptåg på landet)                              | August Blanche / Bearbetning Gustav Linden                                                        | Rudolf Wendbladh                  |
| 1930 | Volpone                                                                | Ben Jonson i översättning av Gunnar Klintberg                                                     | Rudolf Wendbladh                  |
| 1930 | Topaze                                                                 | Marcel Pagnol i översättning av Gustav Linden                                                     | Albert Nycop                      |
| 1930 | Den heliga lågan (The Sacred Flame)                                    | W. Somerset Maugham i översättning av Harry Roeck-Hansen                                          | Rudolf Wendbladh                  |
| 1930 | Mordet i andra våningen (Murder on the Second Floor)                   | Frank Vosper i översättning av Allan Vougt                                                        | Rudolf Wendbladh                  |
| 1930 | Kom, sågs, segrade! (Tu m’épouseras)                                   | Louis Verneuil i översättning av Albert Nycop                                                     | Rudolf Wendbladh                  |
| 1930 | Karusellen (The apple cart)                                            | George Bernard Shaw i översättning av Ebba Low och Gustav Linden                                  | Rudolf Wendbladh                  |
| 1930 | Odågan (Étienne)                                                       | Jacques Deval i översättning av Olga Wendbladh                                                    | Rudolf Wendbladh                  |
| 1930 | Olympia                                                                | Ferenc Molnár i översättning av Ivar P:son Henning                                                | Rudolf Wendbladh                  |
| 1930 | Rena rama sanningen (Nothing But the Truth)                            | James H. Montgomery i översättning av Knut Nyblom                                                 | Rudolf Wendbladh                  |
| 1930 | Kontraband                                                             | Oscar Rydqvist                                                                                    | Albert Nycop                      |
| 1930 | Jag är min syster (Meine Schwester und ich)                            | Ralph Benatzky och Robert Blum i översättning av Carl Johan Holzhausen                            | Rudolf Wendbladh                  |
| 1931 | Markurells i Wadköping                                                 | Hjalmar Bergman                                                                                   | Albert Nycop                      |
| 1931 | Barabbas                                                               | Michel de Ghelderode i översättning av Rudolf Wendbladh                                           | Rudolf Wendbladh                  |
| 1931 | "Succes!" (Vient de paraître)                                          | Édouard Bourdet i översättning av Christian Günther                                               | Rudolf Wendbladh                  |
| 1931 | Sensation                                                              | Erik Lindorm                                                                                      | Rudolf Wendbladh                  |
| 1931 | En man till påseende (On approval)                                     | Frederick Lonsdale i översättning av Gustaf Linden                                                |                                   |
| 1931 | Thalias barn                                                           | Tor Hedberg                                                                                       | Rudolf Wendbladh                  |
| 1931 | Marius                                                                 | Marcel Pagnol i översättning av Karl Asplund, Bearbetning Gustaf Linden                           | Rudolf Wendbladh                  |
| 1931 | Elisabet av England (Elisabeth von England)                            | Ferdinand Bruckner i översättning av Karin Boye                                                   | Rudolf Wendbladh                  |
| 1931 | En vals med Napoleon (Filmzauber)                                      | Walter Kollo och Fritz Oliven                                                                     |                                   |
| 1931 | Lyckans fé (A jó tündér)                                               | Ferenc Molnár i översättning av Carlo Keil-Möller                                                 | Einar Lidholm                     |
| 1931 | Hans nåds testamente                                                   | Hjalmar Bergman                                                                                   | Rudolf Wendbladh                  |
| 1932 | Till polisens förfogande (Voruntersuchung)                             | Max Alsberg och Otto Ernst Hesse i översättning av Richard Erwe                                   | Albert Nycop                      |
| 1932 | Pelle, Prinsessan och Jätten Bullerochbrak)                            | Lena Cederström och Einar Hjort                                                                   | Lena Cederström / Einar Hjort     |
| 1932 | En resa i natten (En reise i natten)                                   | Sigurd Christiansen i översättning av Alf Sjöberg                                                 | Rudolf Wendbladh                  |
| 1932 | Hennes första äventyr (Her First Affaire)                              | Merrill Rogers                                                                                    | Albert Nycop                      |
| 1932 | Knock eller Läkarkonstens triumf (Knock ou le Triomphe de la médecine) | Jules Romains i översättning av Karl Hedberg                                                      | Rudolf Wendbladh                  |
| 1932 | Svindlare (La Banque Nemo)                                             | Louis Verneuil i översättning av Rudolf Wendbladh                                                 | Rudolf Wendbladh                  |
| 1932 | Fröken (Mademoiselle)                                                  | Jacques Deval i översättning av Olga Wendbladh                                                    | Rudolf Wendbladh                  |
| 1932 | Vi                                                                     | Ludvig Nordström                                                                                  | Rudolf Wendbladh                  |
| 1932 | Fröken Kyrkråtta (A templom egére)                                     | Ladislas Fodor i översättning av Gösta Cederlund                                                  | Albert Nycop                      |
| 1932 | Du och jag (Morgen geht's uns gut)                                     | Ralph Benatzky och Hans Müller-Einigen i översättning av Richard Erwe och Carl Johan Holzhausen   | Rudolf Wendbladh                  |
| 1933 | Kalle Karlssons knepigheter                                            | Oscar Rydqvist                                                                                    | Rudolf Wendbladh                  |
| 1933 | Före solnedgången (Vor Sonnenuntergang)                                | Gerhart Hauptmann i översättning av Rudolf Wendbladh                                              | Rudolf Wendbladh                  |
| 1933 | En idealisk hustru (A Perfect Lady)                                    | Peter Garland / Bearbetning Greta Serény                                                          | Rudolf Wendbladh                  |
| 1933 | Fadren                                                                 | Strindberg                                                                                        | Rudolf Wendbladh                  |
| 1933 | Ungkarlspappan (The Bachelor Father)                                   | Edward Childs Carpenter i översättning av Ellen Lundberg-Nyblom                                   | Albert Nycop                      |
| 1933 | Trettondagsafton (Twelfth Night, or What You Will)                     | Shakespeare i översättning av Allan Bergstrand                                                    | Rudolf Wendbladh                  |
| 1933 | Hennes stora chance (Britannia of Billingsgate)                        | Christine Jope-Slade och Sewell Stokes i översättning av Einar Fröberg                            | Albert Nycop                      |
| 1933 | För sant för att vara bra (Too True to be Good)                        | George Bernard Shaw i översättning av Ebba Low och Gustav Linden                                  | Rudolf Wendbladh                  |
| 1933 | Mäster Olof                                                            | Strindberg                                                                                        | Rudolf Wendbladh                  |
| 1933 | Karl den store, högerytter (Geld ist nicht alles)                      | László Bús-Fekete i översättning av och bearbetning Rudolf Wendbladh                              | Rudolf Wendbladh                  |
| 1933 | Den lilla butiken (Penz nem minden)                                    | László Bús-Fekete i översättning av Rune Carlsten                                                 | Albert Nycop                      |
| 1933 | Nyårsvaka                                                              |                                                                                                   |                                   |
| 1934 | Ett brott                                                              | Sigfrid Siwertz                                                                                   | Rudolf Wendbladh                  |
| 1934 | Syndafloden                                                            | Henning Berger                                                                                    | Rudolf Wendbladh                  |
| 1934 | OBS! Nymålat (Prenez garde à la peinture)                              | René Fauchois                                                                                     | Albert Nycop                      |
| 1934 | En gentleman?                                                          | H. M. Harwood                                                                                     | Rudolf Wendbladh                  |
| 1934 | Othello (The Tragedy of Othello, the Moor of Venice)                   | Shakespeare i översättning av Allan Bergstrand                                                    | Rudolf Wendbladh                  |
| 1934 | Dagar utan mål (Days Without End)                                      | Eugene O'Neill i översättning av Anders Österling                                                 | Rudolf Wendbladh                  |
| 1934 | Ljungby Horn (Et folkesagn)                                            | Edgar Collin, Vilhelm Østergaard, och Alfred Ipsen / Bearbetning Frans Hedberg                    | Albert Nycop                      |
| 1935 | Gatumusikanter (Straßenmusik)                                          | Paul Schurek och Hanns Sassmann i översättning av Richard Erwe                                    | Rudolf Wendbladh                  |
| 1935 | För sant för att vara bra (Too True to be Good)                        | George Bernard Shaw i översättning av Ebba Low och Gustav Linden                                  | Rudolf Wendbladh                  |
| 1935 | Hycklare (Hyklere)                                                     | Finn Halvorsen                                                                                    | Albert Nycop                      |
| 1935 | Villa Guldregn (Laburnum Grove)                                        | J.B. Priestley i översättning av Richard Erwe                                                     | Rudolf Wendbladh                  |
| 1935 | Domino                                                                 | Marcel Achard i översättning av Edvard Alkman                                                     | Rudolf Wendbladh                  |
| 1935 | Plats för de unga (Helyet az ifjúságnak)                               | Paul Vulpius / (Pseudonym för Ladislas Fodor och László Lakatos)                                  | Albert Nycop                      |
| 1935 | På grund (On the Rocks)                                                | George Bernard Shaw i översättning av Ebba Low och Gustav Linden                                  | Rudolf Wendbladh                  |
| 1935 | Tre systrar (Три сeстры, Tri sestry)                                   | Anton Tjechov i översättning av Jarl Hemmer                                                       | Rudolf Wendbladh                  |
| 1935 | Ett glas vatten (Le verre d'eau)                                       | Eugène Scribe i översättning av Richard Erwe, Bearbetning Otto Stockhausen                        | Rudolf Wendbladh                  |
| 1935 | Kvartetten som sprängdes                                               | Birger Sjöberg                                                                                    | Albert Nycop                      |
| 1936 | Gatumusikanter (Straßenmusik)                                          | Paul Schurek och Hanns Sassmann i översättning av Richard Erwe                                    | Rudolf Wendbladh                  |
| 1936 | För berömliga gärningar (For Services Rendered)                        | W. Somerset Maugham                                                                               | Rudolf Wendbladh                  |
| 1936 | "Älskar - älskar inte" (Accent on Youth)                               | Samson Raphaelson i översättning av Arne Lydén                                                    | Rudolf Wendbladh                  |
| 1936 | Höfeber (Hay Fever)                                                    | Noël Coward i översättning av Richard Erwe                                                        | Rudolf Wendbladh                  |
| 1936 | Påsk                                                                   | Strindberg                                                                                        | Albert Nycop                      |
| 1936 | Förstår vi varandra?                                                   | Petar Preradović i översättning av Richard Erwe                                                   | Albert Nycop                      |
| 1936 | Ryttarpatrullen (Jízdní hlídka)                                        | František Langer i översättning av Rudolf Wendbladh                                               | Rudolf Wendbladh                  |
| 1936 | Konserten (Das Konzert)                                                | Hermann Bahr i översättning av Rudolf Wendbladh                                                   | Rudolf Wendbladh                  |
| 1936 | Napoleon den ende (Napoleon Unique)                                    | Paul Raynal i översättning av Edvard Alkman                                                       | Rudolf Wendbladh                  |
| 1936 | Fridas visor eller Oscars fyra bekymmer eller En vecka i Lilla Paris   | Gösta Sjöberg                                                                                     | Albert Nycop                      |
| 1937 | Pygmalion                                                              | George Bernard Shaw i översättning av Hugo Vallentin                                              | Yngve Nordwall                    |
| 1937 | Världens lyckligaste människa                                          | Miklós László i översättning av Richard Erwe                                                      | Yngve Nordwall                    |
| 1937 | Timmen H (L'Heure H...)                                                | Pierre Chaine                                                                                     | Rudolf Wendbladh                  |
| 1937 | Hans högvördighet ordnar allt (The Bishop Misbehaves)                  | Frederick J. Jackson                                                                              | Yngve Nordwall                    |
| 1937 | Lavinen (Bílá nemoc)                                                   | Karel Čapek                                                                                       | Rudolf Wendbladh                  |
| 1937 | En man för mig                                                         | Leo Lenz                                                                                          | Rudolf Wendbladh                  |
| 1937 | Lilla Rödluvan (Rødhætte)                                              | Farbror Axel                                                                                      | Rudolf Wendbladh                  |
| 1937 | Sabinskornas bortrövande (Der Raub der Sabinerinnen)                   | Franz och Paul von Schönthan                                                                      | Albert Nycop                      |
| 1938 | Tiga är guld... (Dangerous Corner)                                     | John Boynton Priestley                                                                            | Rudolf Wendbladh                  |
| 1938 | Ebberöds bank (Ebberød Bank)                                           | Axel Frische och Axel Breidahl                                                                    | Albert Nycop                      |
| 1938 | Mycket väsen för ingenting (Much Ado About Nothing)                    | Shakespeare i översättning av Allan Bergstrand                                                    | Rudolf Wendbladh                  |
| 1938 | Hjärtligt välkomna! (George and Margaret)                              | Gerald Savory i översättning av Elsa af Trolle                                                    | Rudolf Wendbladh                  |
| 1938 | Tovarisj (Tovarich)                                                    | Jacques Deval i översättning av Carlo Keil-Möller                                                 | Yngve Nordwall                    |
| 1938 | Carl XII                                                               | Strindberg                                                                                        | Rudolf Wendbladh                  |
| 1938 | Lyckliga tid! (Les Jours heureux)                                      | Claude-André Puget i översättning av Olga Wendbladh                                               | Rudolf Wendbladh                  |
| 1938 | Trions bröllop                                                         | Sigfrid Siwertz                                                                                   | Yngve Nordwall                    |
| 1938 | Min fru från Paris (Soubrette)                                         | Jacques Deval                                                                                     | Albert Nycop                      |
| 1939 | Med strömmen (Lidé na kře)                                             | Vilém Werner                                                                                      | Rudolf Wendbladh                  |
| 1939 | N:o 72 (Dvaasedmdesátka)                                               | František Langer                                                                                  | Rudolf Wendbladh                  |
| 1939 | I nöd och lust (When We Are Married)                                   | J.B. Priestley                                                                                    | Rudolf Wendbladh                  |
| 1939 | Kärleken gör under (La dama boba)                                      | Lope de Vega i översättning av Allan Bergstrand                                                   | Rudolf Wendbladh                  |
| 1939 | Doktorns dilemma (The Doctor's Dilemma)                                | George Bernard Shaw i översättning av Hugo Vallentin och Gustaf Linden                            | Rudolf Wendbladh                  |
| 1939 | Koppla av! (You Can't Take It with You)                                | Moss Hart och George S. Kaufman i översättning av Herbert Wärnlöf                                 | Rudolf Wendbladh                  |
| 1940 | Kungen och trolltuppen                                                 | Ingo Frölich                                                                                      | Rudolf Wendbladh                  |
| 1940 | Min hustru — Dr. Carson (Robert's Wife)                                | St. John Ervine i översättning av Ebba Low                                                        | Rudolf Wendbladh                  |
| 1940 | Möss och människor (Of Mice and Men)                                   | John Steinbeck i översättning av Rudolf Wendbladh                                                 | Rudolf Wendbladh                  |
| 1940 | Vibrationer (The Flashing Stream)                                      | Charles Morgan i översättning av Etty Santesson                                                   | Rudolf Wendbladh                  |
| 1940 | Ja och Nej (Yes and No)                                                | Kenneth Horne i översättning av Rudolf Wendbladh                                                  | Rudolf Wendbladh                  |
| 1940 | 30 sekunder kärlek (Trenta secondi d'amore)                            | Aldo De Benedetti                                                                                 | Albert Nycop                      |
| 1940 | De knutna händerna                                                     | Vilhelm Moberg                                                                                    | Rudolf Wendbladh                  |
| 1940 | Swedenhielms                                                           | Hjalmar Bergman                                                                                   | Rudolf Wendbladh                  |
| 1941 | Mästerkatten i stövlar (Den bestøvlede kat)                            | Hans Werner                                                                                       | Rudolf Wendbladh                  |
| 1941 | Lyckans gullgosse (Golden Boy)                                         | Clifford Odets                                                                                    | Rudolf Wendbladh                  |
| 1941 | Mrs Warrens yrke (Mrs. Warren's Profession)                            | George Bernard Shaw i översättning av Hugo Vallentin och Gustaf Linden                            | Albert Nycop                      |
| 1941 | En riktig karl (This Was a Man)                                        | Noël Coward                                                                                       | Rudolf Wendbladh                  |
| 1941 | Lycklig resa! (Skylark)                                                | Samson Raphaelson i översättning av Guido Valentin                                                | Rudolf Wendbladh                  |
| 1941 | Christina                                                              | Strindberg                                                                                        | Rudolf Wendbladh                  |
| 1941 | Mäster Olof                                                            | Strindberg                                                                                        | Rudolf Wendbladh                  |
| 1941 | Aladdin (Aladdin, eller Den forunderlige Lampe)                        | Adam Oehlenschläger i översättning av Karl Hedberg                                                | Herman Ahlsell / Rudolf Wendbladh |
| 1941 | Kungl. Logen (Hofloge)                                                 | Karl Farkas och Hans Lang i översättning av Gösta Rybrant                                         | Rudolf Wendbladh                  |
| 1941 | Nyårsvaka                                                              |                                                                                                   |                                   |
| 1942 | Mikaels dag                                                            | Harry Blomberg                                                                                    | Rudolf Wendbladh                  |
| 1942 | Resan till Venedig (Le Train pour Venise)                              | Louis Verneuil i översättning av Rickard Erwe                                                     | Albert Nycop                      |
| 1942 | Som folk är mest. En stockholmshistoria                                | Herbert Grevenius                                                                                 | Albert Nycop                      |
| 1942 | Rid i natt!                                                            | Vilhelm Moberg                                                                                    | Rudolf Wendbladh                  |
| 1942 | Hans största framgång (The light of heart)                             | Emlyn Williams                                                                                    | Rudolf Wendbladh                  |
| 1942 | Ministeriet vacklar (Das Ministerium ist beleidigt)                    | Bruno Engler, Fred Heller och Leonhard Märker i översättning av Rickard Erwe och Karin Mandelstam | Rudolf Wendbladh                  |
| 1943 | Lilla Rödluvan (Rødhætte)                                              | Farbror Axel                                                                                      | Rudolf Wendbladh                  |
| 1943 | Morgonstjärnan (The Morning Star)                                      | Emlyn Williams                                                                                    | Rudolf Wendbladh                  |
| 1943 | Henrik och Pernilla (Henrich og Pernille)                              | Ludvig Holberg                                                                                    | Rudolf Wendbladh                  |
| 1943 | Swedenhielms                                                           | Hjalmar Bergman                                                                                   | Rudolf Wendbladh                  |
| 1943 | Änkeman Jarl                                                           | Vilhelm Moberg                                                                                    | Rudolf Wendbladh                  |
| 1943 | Månen har gått ned (The Moon is Down)                                  | John Steinbeck                                                                                    | Rudolf Wendbladh                  |
| 1943 | Niels Ebbesen                                                          | Kaj Munk i översättning av Ivar Harrie                                                            | Rudolf Wendbladh                  |
| 1943 | Dixie                                                                  | Karl Farkas, Adolf Schütz och Michael Krasznay-Krausz                                             | Per Knutzon                       |
| 1943 | Svinaherden (Svinedrengen)                                             | Hans Werner                                                                                       |                                   |
| 1944 | Livet är ju härligt (The Time of Your Life)                            | William Saroyan i översättning av Herbert Wärnlöf                                                 | Per Knutzon                       |
| 1944 | Markisinnan (The Marquise)                                             | Noël Coward i översättning av Elsa af Trolle                                                      | Carlo Keil-Möller                 |
| 1944 | För öppen ridå (For aabent Tæppe)                                      | Mogens Brandt i översättning av Richard Erwe                                                      | Per Knutzon                       |
| 1944 | Julius Caesar                                                          | Shakespeare i översättning av Allan Bergstrand                                                    | Rudolf Wendbladh                  |

## Ingmar Bergman 1944-1946
| År   | Produktion                                          | Upphovsmän                                     | Regi             |
| ---- | --------------------------------------------------- | ---------------------------------------------- | ---------------- |
| 1944 | Aschebergskan på Wittsköfle                         | Brita von Horn och Elsa Collin                 | Ingmar Bergman   |
| 1944 | Clownen Beppo                                       | Else Fisher                                    | Else Fisher      |
| 1944 | Mitt barn är mitt                                   | Leck Fischer i översättning av Dicte Sjögren   | Ingrid Luterkort |
| 1944 | Fan ger ett anbud                                   | Carl Erik Soya i översättning av Åke Runnquist | Ingmar Bergman   |
| 1944 | Macbeth                                             | Shakespeare i översättning av Knut Hagberg     | Ingmar Bergman   |
| 1944 | Anna-Clara och hennes bröder)                       | Hasse Z / Dramatisering Harriet Hjorth         | Ingrid Luterkort |
| 1944 | Elddonet (Fyrtøiet)                                 | H.C. Andersen / Dramatisering Greta Wranér     | Ingmar Bergman   |
| 1945 | Kriss-Krass-Filibom, revy                           | Scaplin, Pimpel och Kasper                     | Ingmar Bergman   |
| 1945 | Pelikanen                                           | Strindberg                                     | Sture Ericson    |
| 1945 | Sagan                                               | Hjalmar Bergman                                | Ingmar Bergman   |
| 1945 | Älskling jag ger mig (Yes, My Darling Daughter)     | Mark Reed i översättning av Elsa af Trolle     | Sture Ericson    |
| 1945 | Reducera moralen                                    | Sune Bergström                                 | Ingmar Bergman   |
| 1945 | Jacobowsky och översten (Jacobowsky und der Oberst) | Franz Werfel                                   | Ingmar Bergman   |
| 1945 | Claudia                                             | Rose Franken i översättning av Gustaf Ageberg  | Sture Ericson    |
| 1945 | Rabies                                              | Olle Hedberg                                   | Ingmar Bergman   |
| 1945 | Ett puzzlespel (Et puslespil)                       | Kaj Munk i översättning av Gösta Rybrant       | Sture Ericson    |
| 1945 | Nyårsrevyn 1946                                     |                                                | Ingmar Bergman   |
| 1946 | Hjärtan och njurar (The Hasty Heart)                | John Patrick i översättning av Herbert Wärnlöf | Gösta Terserus   |
| 1946 | Rekviem                                             | Björn-Erik Höijer                              | Ingmar Bergman   |
| 1946 | 24 röda rosor (Due dozzini di rose scarlatte)       | Aldo De Benedetti                              | Sture Ericson    |

## Lars-Levi Læstadius 1946-1950
| År   | Produktion                                        | Upphovsmän                                                             | Regi                                                 |
| ---- | ------------------------------------------------- | ---------------------------------------------------------------------- | ---------------------------------------------------- |
| 1946 | Av hjärtans lust                                  | Karl Ragnar Gierow                                                     | Lars-Levi Læstadius                                  |
| 1946 | Glasmenageriet (The Glass Menagerie)              | Tennessee Williams i översättning av Herbert Wärnlöf                   | Lars-Levi Læstadius                                  |
| 1946 | Eklöv och lavendel (Oak Leaves and Lavender)      | Seán O'Casey i översättning av Ebbe Linde                              | Lars-Levi Læstadius                                  |
| 1946 | Krigsmans erinran                                 | Herbert Grevenius                                                      | Sture Ericson                                        |
| 1946 | Mästerkatten i stövlar (Den bestøvlede kat)       | Hans Werner                                                            | Björn Berglund                                       |
| 1946 | Den ljusnande tid                                 | Alf Henrikson                                                          | Lars-Levi Læstadius                                  |
| 1947 | Lika för lika (Measure for Measure)               | Shakespeare i översättning av Carl August Hagberg                      | Lars-Levi Læstadius                                  |
| 1947 | Den starkare                                      | Strindberg                                                             | Elsa Widborg                                         |
| 1947 | Fordringsägare                                    | Strindberg                                                             | Elsa Widborg                                         |
| 1947 | Peppar och salt (Essig und Öl)                    | Siegfried Geyer och Paul Frank i översättning av Rune Moberg           | Lars-Levi Læstadius                                  |
| 1947 | Kranes konditori                                  | Cora Sandel / Dramatisering Helge Krog, Översättning Herbert Grevenius | Lars-Levi Læstadius                                  |
| 1947 | Radiobragden (Radio Rescue)                       | Charlotte Chorpenning                                                  |                                                      |
| 1947 | Melodi på lergök                                  | Lars-Levi Læstadius                                                    | Lars-Levi Læstadius                                  |
| 1947 | Romeo och Jeanette (Roméo et Jeannette)           | Jean Anouilh i översättning av C.G. Bjurström och Tuve-Ambjörn Nyström | Lars-Levi Læstadius                                  |
| 1947 | Ljuva ungdomstid (Ah, Wilderness)                 | Eugene O’Neill i översättning av Elsa af Trolle                        | Sture Ericson                                        |
| 1947 | Höst                                              | Bengt Blomgren                                                         | Lars-Levi Læstadius                                  |
| 1947 | Fantasilådan                                      | Else Fisher                                                            | Sture Pyk                                            |
| 1947 | Fängslande men flyktigt, revy)                    |                                                                        | Gunnar Ekström / Sture Ericson / Lars-Levi Læstadius |
| 1948 | Efteråt (Efter)                                   | Carl Erik Soya i översättning av Erland Josephson                      | Lars-Levi Læstadius                                  |
| 1948 | Jeppe på berget (Jeppe paa Bierget)               | Ludvig Holberg i översättning av Ebbe Linde                            | Lars-Levi Læstadius                                  |
| 1948 | Påsk                                              | Strindberg                                                             | Gunnar Ekström                                       |
| 1948 | Höst                                              | Bengt Blomgren                                                         | Lars-Levi Læstadius                                  |
| 1948 | Alltsedan paradiset (Ever since paradise)         | J. B. Priestley i översättning av Barbro Alving                        | Sture Ericson                                        |
| 1948 | Född i går (Born Yesterday)                       | Garson Kanin i översättning av Eva Tisell                              | Gunnar Ekström                                       |
| 1948 | Revisorn (Ревизор, Revizor)                       | Nikolaj Gogol                                                          | Lars-Levi Læstadius                                  |
| 1948 | All världens rikedom (Tous les biens de ce monde) | Jean-Paul Sartre i översättning av Eyvind Johnson                      | Lars-Levi Læstadius                                  |
| 1948 | Rödluvan (Rotkäppchen)                            | Robert Bürkner i översättning av Ingmar Bergman                        | Börje Nyberg                                         |
| 1948 | Kamma noll                                        | Ingmar Bergman                                                         | Lars-Levi Læstadius                                  |
| 1948 | Titt in på Tittut, revy                           | Rune Moberg och Tylle Herlin                                           | Lars-Levi Læstadius                                  |
| 1949 | Fröken Julie                                      | Strindberg                                                             | Gunnar Ekström                                       |
| 1949 | Tartuffe (Le Tartuffe ou l'Imposteur)             | Molière i översättning av Ebbe Linde                                   | Lars-Levi Læstadius                                  |
| 1949 | Längtans spårvagn (A Streetcar Named Desire)      | Tennessee Williams i översättning av Sven Barthel                      | Lars-Levi Læstadius                                  |
| 1949 | Diana går på jakt (French Without Tears)          | Terence Rattigan i översättning av Håkan Westergren                    | Gunnar Ekström                                       |
| 1949 | Fröjd för stunden (Present Laughter)              | Noël Coward                                                            | Lars-Levi Læstadius                                  |
| 1949 | Upptäcktsresanden                                 | Stig Dagerman                                                          | Mats Johansson                                       |
| 1949 | Dialog                                            | Bengt Blomgren                                                         | Börje Nyberg                                         |
| 1949 | Vildanden                                         | Henrik Ibsen i översättning av Frans Hedberg                           | Lars-Levi Læstadius                                  |
| 1949 | Slutna dörrar (Huis clos)                         | Jean-Paul Sartre                                                       | Arne Ragneborn                                       |
| 1949 | Slottsbalen (L'Invitation au château)             | Jean Anouilh i översättning av C.G. Bjurström och Tuve Ambjörn Nyström | Börje Nyberg                                         |
| 1949 | Askungen                                          | i översättning av Lennart Hedberg                                      | Arne Ragneborn                                       |
| 1949 | Lilla helgonet (Mam'zelle Nitouche)               | Hervé, Henri Meilhac och Albert Millaud / Bearbetning Kar de Mumma     | Mats Johansson                                       |
| 1950 | En handelsresandes död (Death of a Salesman)      | Arthur Miller i översättning av Sven Barthel                           | Lars-Levi Læstadius                                  |
| 1950 | Hallå där ute! (Hello Out There!)                 | William Saroyan                                                        | Mats Johansson                                       |
| 1950 | Moony's grabb gråter inte (Moony's kid don't cry) | Tennessee Williams                                                     | Mats Johansson                                       |
| 1950 | Fallet Winslow (The Winslow Boy)                  | Terence Rattigan i översättning av Herbert Wärnlöf                     | Börje Nyberg                                         |
| 1950 | Skomakarens frimåndag (The Shoemaker's Holiday)   | Thomas Dekker i översättning av Ebbe Linde                             | Lars-Levi Læstadius                                  |

## John Zacharias, 1950–1953
| År   | Produktion                                                       | Upphovsmän                                                                      | Regi             |
| ---- | ---------------------------------------------------------------- | ------------------------------------------------------------------------------- | ---------------- |
| 1950 | Lycklig som Larry (Happy As Larry)                               | Donagh McDonagh i översättning av Åke Lindström                                 | John Zacharias   |
| 1950 | Bagarens hustru (La femme du boulanger)                          | Marcel Pagnol i översättning av Erik Berglund                                   | John Zacharias   |
| 1950 | Simon trollkarlen                                                | Tore Zetterholm                                                                 | Ingrid Luterkort |
| 1950 | Vävaren i Bagdad                                                 | Hjalmar Bergman                                                                 | Keve Hjelm       |
| 1951 | Millionären från Peru (Meine Nichte Susanne)                     | Hans Adler och Alexander Steinbrecher i översättning av Gunnar Rydgren          | John Zacharias   |
| 1951 | Jane)                                                            | W. Somerset Maugham / Dramatisering S. N. Behrman, Översättning Birgitta Hammar | Ingrid Luterkort |
| 1951 | Brott och brott                                                  | Strindberg                                                                      | John Zacharias   |
| 1951 | Adèle ser i syne (Le Don d'Adèle)                                | Pierre Barillet och Jean-Pierre Grédy i översättning av Eva Tisell              | Keve Hjelm       |
| 1951 | Inte för er, mina damer (N'écoutez Pas Mesdames)                 | Sacha Guitry i översättning av Lennart Lagerwall                                | John Zacharias   |
| 1951 | Hus med dubbel ingång (Casa con dos puertas)                     | Pedro Calderón de la Barca i översättning av Hjalmar Gullberg och Ivar Harrie   | John Zacharias   |
| 1951 | Halv storm på Pårtefjället                                       | Karl-Aage Schwartzkopf                                                          | Ingrid Luterkort |
| 1951 | Lyckliga tid! (The Happy Time)                                   | Samuel A. Taylor                                                                | Ingrid Luterkort |
| 1951 | Lorden från gränden (Me and My Girl)                             | L. Arthur Rose och Noel Gay / Bearbetning och sångtexter Gardar Sahlberg        | Nils Poppe       |
| 1952 | Elddonet (Fyrtøiet)                                              | L. Thane                                                                        | Ingrid Luterkort |
| 1952 | Dödsdansen                                                       | Strindberg                                                                      | Keve Hjelm       |
| 1952 | Måsar över Sorrento (Seagulls Over Sorrento)                     | Hugh Hastings i översättning av Herbert Wärnlöf                                 | John Zacharias   |
| 1952 | Jungfruleken (Les Bonnes)                                        | Jean Genet i översättning av Eva Alexanderson                                   | Ingrid Luterkort |
| 1952 | Erasmus Montanus                                                 | Ludvig Holberg                                                                  | John Zacharias   |
| 1952 | Bröllopet på Seine (La Belle Marinière)                          | Marcel Achard i översättning av Stig Torsslow                                   | Ingrid Luterkort |
| 1952 | Patty (The Moon Is Blue)                                         | F. Hugh Herbert i översättning av Gösta Rybrant                                 | Ingrid Luterkort |
| 1952 | Komedin om oss myror (Under the sycamore tree)                   | Samuel Spewack i översättning av Stig Torsslow                                  | John Zacharias   |
| 1952 | Jag vill kärleken (Eurydice)                                     | Jean Anouilh i översättning av Gustaf Bjurström och Tuve Ambjörn Nyström        | Ingrid Luterkort |
| 1952 | Livet skall levas (The Deep Blue Sea)                            | Terence Rattigan i översättning av Eva Tisell                                   | Ingrid Luterkort |
| 1953 | Clownen Beppo                                                    | Else Fisher                                                                     | Willy Keidser    |
| 1953 | Komedin om oss människor (You Can't Take It with You)            | Moss Hart och George S. Kaufman                                                 | Ingrid Luterkort |
| 1953 | Mord per telefon (Dial M for Murder)                             | Frederick Knott i översättning av Lennart Lagerwall                             | John Zacharias   |
| 1953 | Apollon från Bellac (L'Apollon de Bellac or L'Apollon de Marsac) | Jean Giraudoux i översättning av Elsa Thulin                                    | Gunnar Olsson    |
| 1953 | Fallna änglar (Fallen Angels)                                    | Noël Coward                                                                     | Ingrid Luterkort |
| 1953 | Ett huvud kortare (La tête des autres)                           | Marcel Aymé i översättning av Stig Ahlgren                                      | John Zacharias   |

## Johan Falck, 1953–1959
| År   | Produktion                                                                                       | Upphovsmän                                                                                        | Regi                          |
| ---- | ------------------------------------------------------------------------------------------------ | ------------------------------------------------------------------------------------------------- | ----------------------------- |
| 1953 | Drömflickan (Dream Girl)                                                                         | Elmer Rice i översättning av Bengt Anderberg                                                      | Johan Falck                   |
| 1953 | Swedenhielms                                                                                     | Hjalmar Bergman                                                                                   | Johan Falck                   |
| 1953 | Henrik IV (Enrico IV)                                                                            | Luigi Pirandello i översättning av Karin de Laval, Bearbetning Johan Falck                        | Johan Falck                   |
| 1953 | En idealist                                                                                      | Kaj Munk                                                                                          |                               |
| 1953 | Rendez-vous med lyckan (Le Rendez-vous de Senlis)                                                | Jean Anouilh i översättning av Gustaf Bjurström och Tuve Ambjörn Nyström, Bearbetning Johan Falck | Johan Falck                   |
| 1953 | Hustruleken (Affairs of State)                                                                   | Louis Verneuil i översättning av Herbert Wärnlöf                                                  | Gösta Cederlund               |
| 1954 | Mästerkatten i stövlar (Den bestøvlede kat)                                                      | Hans Werner                                                                                       | Willy Keidser                 |
| 1954 | Stormen (The Tempest)                                                                            | Shakespeare i översättning av Allan Bergstrand, Bearbetning Johan Falck                           | Johan Falck                   |
| 1954 | Kanske en diktare                                                                                | Ragnar Josephson                                                                                  | Gunnar Ekström                |
| 1954 | Radiobragden (Radio Rescue)                                                                      | Charlotte B. Chorpenning                                                                          |                               |
| 1954 | Privatsekreteraren (The Confidential Clerk)                                                      | T.S. Eliot i översättning av Erik Lindegren                                                       | Åke Engfeldt                  |
| 1954 | Guds gröna ängar (The Green Pastures)                                                            | Marc Connelly i översättning av J. N. Reuter                                                      | Johan Falck                   |
| 1954 | The och sympati (Tea and Sympathy)                                                               | Robert Anderson                                                                                   | Gunnar Ekström                |
| 1954 | Skådespelaren                                                                                    | Rudolf Värnlund                                                                                   | Johan Falck                   |
| 1954 | Familjens ära (Les Trois Messieurs de Bois-Guillaume)                                            | Louis Verneuil                                                                                    | Willy Keidser                 |
| 1954 | Babels torn                                                                                      | Lars Helgesson                                                                                    | Johan Falck                   |
| 1954 | Kärlek eller pengar (For Love or Money)                                                          | F. Hugh Herbert i översättning av Elisabeth Lovén-Hansson                                         | Johan Falck                   |
| 1954 | Oh, mein Papa! (Das Feuerwerk)                                                                   | Paul Burkhard, Jürg Amstein, Robert Gilbert i översättning av Britt G. Hallqvist                  | Åke Engfeldt                  |
| 1955 | Dummerjöns (Klods-Hans)                                                                          | H.C. Andersen / Dramatisering Willy Keidser och Tylle Herlin                                      | Willy Keidser                 |
| 1955 | Kristina                                                                                         | Strindberg                                                                                        | Johan Falck                   |
| 1955 | Familjens ära (Les Trois Messieurs de Bois-Guillaume)                                            | Louis Verneuil                                                                                    | Willy Keidser                 |
| 1955 | Vår lilla stad (Our Town)                                                                        | Thornton Wilder i översättning av Anders Österling                                                | Erik Berglund                 |
| 1955 | Dollargrinet (The Solid Gold Cadillac)                                                           | George S. Kaufman och Howard Teichmann i översättning av Eva Tisell                               | Johan Falck                   |
| 1955 | Madame Sans-Gêne                                                                                 | Victorien Sardou och Émile Moreau i översättning av Herbert Grevenius                             | Johan Falck                   |
| 1955 | Måndagsäventyr (Mr. Kettle and Mrs. Moon)                                                        | John Boynton Priestley i översättning av Herbert Wärnlöf                                          | Gunnar Ekström                |
| 1955 | Fyrtal                                                                                           | i översättning av Elisabeth Lovén-Hansson                                                         | Åke Engfeldt                  |
| 1955 | Mayerlingdramat (The Masque of Kings)                                                            | Maxwell Anderson i översättning av Karl-Ragnar Gierow                                             | Johan Falck                   |
| 1955 | Mister Ernest (The Importance of Being Earnest)                                                  | Oscar Wilde i översättning av Elisabeth Lovén-Hansson                                             | Leo Golowin                   |
| 1955 | Thehuset Augustimånen (The Teahouse of the August Moon)                                          | John Patrick                                                                                      | Stig Olin                     |
| 1956 | El Matador (Bullfight)                                                                           | Leslie Stevens i översättning av Mårten Edlund                                                    | Johan Falck                   |
| 1956 | Urladdning (Clash by Night)                                                                      | Clifford Odets i översättning av Sven Barthel                                                     | Gunnar Ekström                |
| 1956 | Kameliadamen (La Dame aux camélias)                                                              | Alexandre Dumas den yngre i översättning av Herbert Grevenius                                     | Johan Falck                   |
| 1956 | Gröna fracken (L'Habit vert)                                                                     | Gaston Arman de Caillavet och Robert de Flers i översättning av Stig Ahlgren                      | Johan Falck                   |
| 1956 | Drottningen och rebellerna (La regina e lgli insorti)                                            | Ugo Betti i översättning av Karin Hybinette                                                       | Leo Golowin                   |
| 1956 | Balladen om ingen                                                                                | Johannes W. Klefisch                                                                              | Johan Falck                   |
| 1956 | Toreadorvalsen (La Valse de toréadors)                                                           | Jean Anouilh i översättning av Lennart Lagerwall                                                  | Johan Falck                   |
| 1956 | Sällskapslek                                                                                     | Erland Josephson                                                                                  | Gunnar Ekström                |
| 1957 | Kärlekskvartett (Die hellgelben Handschuhe)                                                      | Willi Kollo i översättning av Gösta Rybrant                                                       | Åke Engfeldt                  |
| 1957 | Charleys tant (Charley's Aunt)                                                                   | Brandon Thomas i översättning av Gösta Rybrant                                                    | Leo Golowin                   |
| 1957 | Skattkammarön (Treasure Island)                                                                  | Robert Louis Stevenson / Dramatisering Willy Keidser och Tylle Herlin                             | Willy Keidser                 |
| 1957 | Barberaren i Sevilla (Le Barbier de Séville)                                                     | Pierre de Beaumarchais i översättning av Allan Bergstrand                                         | Johan Falck                   |
| 1957 | Ett brott                                                                                        | Sigfrid Siwertz                                                                                   | Johan Falck                   |
| 1957 | Markisinnan (The Marquise)                                                                       | Noël Coward i översättning av Lill-Inger Eriksson                                                 | Gunnar Ekström                |
| 1957 | Spindelnätet (The Spider's Web)                                                                  | Agatha Christie i översättning av Eva Tisell                                                      | Eva Sköld                     |
| 1957 | Dårskapens timme (L'ora della fantasia)                                                          | Anna Bonacci i översättning av Per Gerhard                                                        | Åke Engfeldt                  |
| 1957 | Per Svinaherde                                                                                   | Ivar Hallström och Henrik Christiernsson                                                          | Bernt Callenbo                |
| 1957 | Ut med narren! (Take the Fool away)                                                              | J.B. Priestley i översättning av Göran O. Eriksson                                                | Johan Falck                   |
| 1957 | Sjuttonde dockans sommar (Summer of the Seventeenth Doll)                                        | Ray Lawler i översättning av Herbert Wärnlöf                                                      | Johan Falck                   |
| 1957 | Brott i sol                                                                                      | Staffan Tjerneld                                                                                  | Bertil Norström               |
| 1957 | Nationalmonumentet                                                                               | Tor Hedberg                                                                                       | Rolf Carlsten                 |
| 1957 | Pariserliv (La Vie parisienne)                                                                   | Jacques Offenbach, Henri Meilhac och Ludovic Halévy / Bearbetning Staffan Tjerneld                | Soini Wallenius               |
| 1958 | Sankta Johanna (Saint Joan of Arc)                                                               | George Bernard Shaw i översättning av Ebba Low och Gustaf Linden                                  | Johan Falck                   |
| 1958 | Vid skilda bord (Separate Tables)                                                                | Terence Rattigan i översättning av Herbert Wärnlöf                                                | Åke Engfeldt                  |
| 1958 | Figaros bröllop eller Den uppochnervända dagen (La Folle Journée, ou Le Mariage de Figaro)       | Pierre de Beaumarchais i översättning av Allan Bergstrand                                         | Johan Falck                   |
| 1958 | Vad vet mamma om kärlek (The Reluctant Debutante)                                                | William Douglas-Home i översättning av Per Gerhard                                                | Åke Engfeldt                  |
| 1958 | Spöket på Canterville (The Canterville Ghost)                                                    | Oscar Wilde                                                                                       |                               |
| 1958 | Tolvskillingsoperan (Die Dreigroschenoper)                                                       | Bertolt Brecht och Kurt Weill i översättning av Ebbe Linde                                        | Johan Falck                   |
| 1958 | Henrik och Pernille (Henrik og Pernille)                                                         | Ludvig Holberg                                                                                    |                               |
| 1958 | Farväl till kärleken (*Flickan från fjärran (*Frihet är det bästa ting (*Vi träffas som vanligt) | Herbert Grevenius                                                                                 | Johan Falck                   |
| 1958 | Bäddat för tre (Monsieur Masure)                                                                 | Claude Magnier i översättning av Eva Tisell                                                       | Lennart Olsson                |
| 1958 | Ägget (L'Œuf)                                                                                    | Félicien Marceau i översättning av Stig Ahlgren                                                   | Lennart Olsson                |
| 1958 | Auguste                                                                                          | Raymond Castans i översättning av Bengt Anderberg                                                 | Lennart Olsson                |
| 1959 | Så tuktas en argbigga (The Taming of the Shrew)                                                  | Shakespeare i översättning av Carl August Hagberg                                                 | Johan Falck / Edvin Adolphson |
| 1959 | Romanoff och Julia (Romanoff and Juliet)                                                         | Peter Ustinov i översättning av Pär Rådström                                                      | Lennart Olsson                |
| 1959 | Levande ljus (Bei Kerzenlicht)                                                                   | Siegfried Geyer, Robert Katscher och Karl Farkas i översättning av Nils Bie                       | Åke Engfeldt                  |
| 1959 | Askungen                                                                                         |                                                                                                   |                               |
| 1959 | Tolv edsvurna män (12 Angry Men)                                                                 | Reginald Rose i översättning av Erik Müller                                                       | Johan Falck                   |

## Frank Sundström 1959-1961
| År   | Produktion                                                                                 | Upphovsmän                                                                                      | Regi                         |
| ---- | ------------------------------------------------------------------------------------------ | ----------------------------------------------------------------------------------------------- | ---------------------------- |
| 1959 | Fridas visor eller Oscars fyra bekymmer eller En vecka i Lilla Paris                       | Gösta Sjöberg                                                                                   | Frank Sundström              |
| 1959 | Clownen Beppo                                                                              | Else Fisher                                                                                     |                              |
| 1959 | Generalen på skolbänken (L'Hurluberlu ou Le Reactionnaire amoureux)                        | Jean Anouilh i översättning av Erik Lindegren                                                   | Palle Granditsky             |
| 1959 | Utsikt från en bro (A view from the bridge)                                                | Arthur Miller i översättning av Birgitta Hammar                                                 | Frank Sundström              |
| 1959 | Som ni behagar (As you Like it)                                                            | Shakespeare i översättning av Hjalmar Gullberg och Carl August Hagberg                          | Frank Sundström              |
| 1960 | Femfingerövning / Five Finger Exercise                                                     | Peter Shaffer i översättning av Birgitta Hammar                                                 | Frank Sundström              |
| 1960 | Lilla helgonet (Mam'zelle Nitouche)                                                        | Hervé, Henri Meilhac och Albert Millaud / Bearbetning Kar de Mumma                              | Frank Sundström              |
| 1960 | Anne Franks dagbok (The Diary of Anne Frank)                                               | Frances Goodrich och Albert Hackett i översättning av Göran O. Eriksson och Lill-Inger Eriksson | Frank Sundström              |
| 1960 | Jag älskar dig, markatta (Private Lives)                                                   | Noël Coward i översättning av Sonja Bergvall                                                    | Palle Granditsky             |
| 1960 | Förbjudet att älska eller Trädgårdsmästarens hund (Comedia famosa del Perro del hortelano) | Lope de Vega i översättning av Jan Hemmel                                                       | Frank Sundström              |
| 1960 | Dubbelspel (Zwei rechts, zwei links)                                                       | Karl Wittlinger i översättning av Marianne Höök                                                 | Jan Hemmel                   |
| 1960 | Hamlet                                                                                     | Shakespeare i översättning av Björn Collinder                                                   | Frank Sundström              |
| 1960 | I sista minuten (Gli ultimi cinque minuti)                                                 | Aldo De Benedetti i översättning av Karin Alin                                                  | Frank Sundström              |
| 1960 | Herr Paddas bravader (Toad of Toad Hall)                                                   | Kenneth Grahame / Dramatisering A.A. Milne, Översättning Sture Pyk                              | Jan Hemmel                   |
| 1961 | Miraklet / The Miracle Worker                                                              | William Gibson i översättning av Jan Olof Olsson                                                | Frank Sundström              |
| 1961 | Så tuktas kärleken (La Répétition ou l'Amour puni)                                         | Jean Anouilh i översättning av C.G. Bjurström och Tuve Ambjörn Nyström                          | Eva Sköld                    |
| 1961 | Ung och grön (Salad Days)                                                                  | Dorothy Reynolds och Julian Slade i översättning av Gösta Rybrant                               | Jan Hemmel / Frank Sundström |

## Mats Johansson, 1961–1962
| År   | Produktion                                                   | Upphovsmän                                             | Regi               |
| ---- | ------------------------------------------------------------ | ------------------------------------------------------ | ------------------ |
| 1961 | Vilse i lustgården / Period of adjustment                    | Tennessee Williams i översättning av Sven Barthel      | Mats Johansson     |
| 1961 | Gisslan (The hostage)                                        | Brendan Behan i översättning av Jan Olof Olsson        | Lars-Erik Liedholm |
| 1961 | Biedermann och pyromanerna (Biedermann und die Brandstifter) | Max Frisch i översättning av Erwin Leiser              | Lars-Erik Liedholm |
| 1961 | Den heliga ilskan (Die große Wut des Philipp Hotz)           | Max Frisch i översättning av Erwin Leiser              | Lars-Erik Liedholm |
| 1961 | Fantasilådan                                                 | Else Fisher                                            | Sture Pyk          |
| 1961 | Perrichons resa (Le voyage de M. Perrichon)                  | Eugène Labiche i översättning av Herbert Grevenius     | Mats Johansson     |
| 1962 | Bättre sent än aldrig / It's Never Too Late                  | Felicity Douglas i översättning av Lill-Inger Eriksson | Lars-Erik Liedholm |
| 1962 | Hustruskolan (L'école des femmes)                            | Molière i översättning av Tor Hedberg                  | Mats Johansson     |
| 1962 | Tokan (L'Idiote)                                             | Marcel Achard i översättning av Evert Lundström        | Lars-Erik Liedholm |

## Per Sjöstrand, 1962–1968
| År   | Produktion | Upphovsmän                                                                               | Regi                           |
| ---- | --- | ---------------------------------------------------------------------------------------- | ------------------------------ |
| 1962 | Tevye och hans döttrar (Tevye and his Daughters) | Arnold Perl i översättning av Per Sjöstrand                                              | Per Sjöstrand                  |
| 1962 | Fantasticks (The Fantasticks) | Harvey Schmidt och Tom Jones i översättning av Gösta Rybrant                             | Per Sjöstrand                  |
| 1962 | Tjuvar ombord | Per Edström                                                                              | Bo G. Forsberg                 |
| 1962 | Värmebölja (Hot Summer Night) | Ted Willis i översättning av Göran O. Eriksson                                           | Lars-Erik Liedholm             |
| 1962 | Den vackra mjölnerskan (La molinera de Arcos) | Alejandro Casona i översättning av Arne Häggqvist                                        | Bo G. Forsberg                 |
| 1963 | Två på gungbrädet / Two for the Seesaw | William Gibson i översättning av Birgitta Hammar                                         | Per Sjöstrand                  |
| 1963 | Brand | Henrik Ibsen i översättning av Karl Ragnar Gierow                                        | Lars-Erik Liedholm             |
| 1963 | Hermione och kärleken (Hermione) | Hans Koning i översättning av Bo G. Forsberg                                             | Per Sjöstrand                  |
| 1963 | Min fru går igen (Blithe Spirit) | Noël Coward i översättning av Gunilla Wettergren-Skawonius                               | Lars-Erik Liedholm             |
| 1963 | Äventyret (La belle aventure) | Gaston Arman de Caillavet och Robert de Flers i översättning av Per Sjöstrand            | Per Sjöstrand                  |
| 1963 | Farsen om Mäster Pierre Patelin (La Farce de maître Pierre Pathelin) | Anonym i översättning av Erik Staaff                                                     | Bo G. Forsberg                 |
| 1963 | Antigone | Jean Anouilh i översättning av Greta Salenius                                            | Lars-Erik Liedholm             |
| 1963 | Job Klockmakares dotter | Sara Lidman                                                                              | Lars-Erik Liedholm             |
| 1963 | Tartuffe (Tartuffe, ou l'Imposteur) | Molière i översättning av Allan Bergstrand                                               | Per Sjöstrand                  |
| 1964 | Ostron och politik | Guilherme Figueiredo i översättning av Ingmar Björkstén                                  | Per Sjöstrand                  |
| 1964 | Den evige tennsoldaten | Arthur Johansson                                                                         | Bo Swedberg                    |
| 1964 | Processen (Der Prozess) | Franz Kafka / Dramatisering André Gide och Jean-Louis Barrault, Översättning Elsa Thulin | Lars-Erik Liedholm             |
| 1964 | Två herrar till frukost (Zum Frühstück zwei Männer) | Karl Wittlinger i översättning av Lennart Lagerwall                                      | Bo G. Forsberg                 |
| 1964 | Gycklarnas Frida eller Vårt behov av strass | Per Olof Eriksson och Bo G. Forsberg                                                     | Bo G. Forsberg                 |
| 1964 | Bockfoten (Step-in-the-hollow) | Donagh MacDonagh i översättning av Britt G. Hallqvist                                    | Bo Swedberg                    |
| 1964 | Greppet (The Knack) | Ann Jellicoe i översättning av Sigbrit Lång och Carl-Olof Lång                           | Bo Swedberg                    |
| 1964 | Romeo och Julia (The Tragedy of Romeo and Juliet) | Shakespeare i översättning av Karl Ragnar Gierow                                         | Per Sjöstrand                  |
| 1964 | Änkeman Jarl | Vilhelm Moberg                                                                           | Hans Bergström                 |
| 1965 | Candida | George Bernard Shaw i översättning av Hugo Vallentin och Göran O. Eriksson               | Bo Swedberg                    |
| 1965 | Tosca | Giacomo Puccini, Luigi Illica och Giuseppe Giacosa                                       | Per Sjöstrand                  |
| 1965 | Rötter (Roots) | Arnold Wesker i översättning av Hans Ullberg och Johan Falck                             | Hans Bergström                 |
| 1965 | Den bästa av världar | Jan Moen                                                                                 | Hans Bergström                 |
| 1965 | Tjuvar, lik och fala qvinnor: (Den nakne mannen och mannen i frack (L'uomo nudo e l'uomo in frak (Lik till salu (Un morto da vendere (Bättre en tjuv i huset än en fnurra på tråden (Non tutti i ladri vengono per nuocere) | Dario Fo                                                                                 | Hans Bergström                 |
| 1965 | Vittne mot sig själv (Inadmissable evidence) | John Osborne i översättning av Carl-Olof Lång                                            | Bo Swedberg                    |
| 1965 | Ljusstaken (Le Chandelier) | Alfred de Musset i översättning av Edvard Alkman                                         | Bo Swedberg                    |
| 1965 | Inget helgon precis! (Travelling Light) | Leonard Kingstone i översättning av Per Sjöstrand                                        | Hans Bergström / Per Sjöstrand |
| 1965 | Mor Courage och hennes barn (Mutter Courage und ihre Kinder) | Bertolt Brecht i översättning av Brita Edfelt och Johannes Edfelt                        | Per Sjöstrand                  |
| 1966 | Jeppe på berget / Jeppe paa Bierget | Ludvig Holberg i översättning av Per Erik Wahlund                                        | Gunnar Skar                    |
| 1966 | Leva sitt liv: (Dagboken (The dirty old man (Begagnad bil till salu (Used Car For Sale) | Lewis John Carlino i översättning av Per Sjöstrand                                       | Per Sjöstrand                  |
| 1966 | Rulle Rova | Björn Clarin och K.G. Larsson                                                            | Bo Swedberg                    |
| 1966 | Gasljus (Gaslight) | Patrick Hamilton i översättning av Anita Blom                                            | Hans Bergström                 |
| 1966 | Saken är Oscar! eller En halv million i kappsäcken (Oscar) | Claude Magnier i översättning av Claes Hoogland                                          | Hans Bergström                 |
| 1966 | Peterpat | Enid Rudd i översättning av Marianne Höök                                                | Per Sjöstrand                  |
| 1966 | Den tappre soldaten Svejk (Osudy dobrého vojáka Švejka za světové války) | Jaroslav Hašek / Dramatisering Karl Larsen, Översättning Nils Beyer                      | Hans Bergström                 |
| 1966 | ...i krig skulle draga: Aria Da Capo | Edna St. Vincent Millay i översättning av Göran Avén                                     | Hans Bergström                 |
| 1966 | ...i krig skulle draga: Picknick på slagfältet (Pique-nique en campagne) | Fernando Arrabal i översättning av Evert Lundström                                       | Hans Bergström                 |
| 1966 | ...i krig skulle draga: Ruzzantes återkomst (Il Parlamento de Ruzante che iera vegnú de campo) | Angelo Beolco i översättning av Per Sjöstrand                                            | Hans Bergström                 |
| 1966 | Harlekin och Colombina (Harlekin og Columbine, eller Klovnen som barnepike) | Arne Svenneby i översättning av Per Sjöstrand                                            | Gunnar Skar                    |
| 1967 | Glasmenageriet / The Glass Menagerie | Tennessee Williams i översättning av Carl-Olof Lång                                      | Per Sjöstrand                  |
| 1967 | Markurells i Wadköping | Hjalmar Bergman                                                                          | Hans Bergström                 |
| 1967 | Påsk | Strindberg                                                                               | Gunnar Skar                    |
| 1967 | Skälmarnas triumf (Los intereses creados) | Jacinto Benavente                                                                        | Lennart Kollberg               |
| 1967 | På villande hav (Na pełnym morzu) | Sławomir Mrożek i översättning av Nils Åke Nilsson                                       | Lars Göran Carlson             |
| 1967 | Geografi och kärlek (Geografi og kjærlighet) | Bjørnstjerne Bjørnson i översättning av Per Sjöstrand                                    | Per Sjöstrand                  |
| 1967 | Cayennepeppar (Poivre de Cayenne) | René de Obaldia i översättning av Börje Remberger                                        | Håkan Ersgård                  |
| 1967 | Marius | Marcel Pagnol i översättning av Lill-Inger och Göran O. Eriksson                         | Lars Göran Carlson             |
| 1967 | Zoo story (The Zoo Story) | Edward Albee i översättning av Sven Barthel                                              | Lars Göran Carlson             |
| 1967 | Trappan | Werner Aspenström                                                                        | Per Sjöstrand                  |
| 1967 | Byxorna (Die Hose) | Carl Sternheim i översättning av Jan Moen                                                | Per Sjöstrand                  |
| 1968 | Den kaukasiska kritcirkeln / Der kaukasische Kreidekreis | Bertolt Brecht i översättning av Brita och Johannes Edfelt                               | Håkan Ersgård                  |
| 1968 | Hallå där! (Say Who You Are) | Keith Waterhouse och Willis Hall i översättning av Anita Blom                            | Håkan Ersgård                  |
| 1968 | Vad händer? | Mats Ödeen                                                                               | Lars Göran Carlson             |
| 1968 | Fantastiska familjen | Per Sjöstrand                                                                            | Per Sjöstrand                  |
| 1968 | Din stund på jorden | Vilhelm Moberg                                                                           | Per Sjöstrand                  |
| 1968 | Kung Ubu (Ubu-roi) | Alfred Jarry                                                                             | Lars Göran Carlson             |

## Lars-Levi Læstadius, 1968–1973
| År   | Produktion                                                                                    | Upphovsmän                                                                  | Regi                             |
| ---- | --------------------------------------------------------------------------------------------- | --------------------------------------------------------------------------- | -------------------------------- |
| 1968 | SOS eller Sanningen om säkerheten                                                             | Tore Zetterholm                                                             | Lars Göran Carlson               |
| 1968 | Resan till de gröna skuggorna (Rejsen til de grønne skygger)                                  | Finn Methling i översättning av Björn Fabricius                             | Lars-Levi Læstadius              |
| 1968 | Körsbärsträdgården (Вишнёвый сад, Visjnjovyj sad )                                            | Anton Tjechov                                                               | Lars-Levi Læstadius              |
| 1968 | Den verklige kommissarie Schäfer (The Real Inspector Hound)                                   | Tom Stoppard i översättning av Anna och Sture Pyk                           | Lars Göran Carlson               |
| 1968 | Presidentkandidaterna                                                                         | V. V. Järner                                                                | Lars-Levi Læstadius              |
| 1968 | Hemmakväll med knivkastning (Die Zimmerschlacht)                                              | Martin Walser i översättning av Asta Bolin                                  | Martin Söderhjelm                |
| 1968 | Kvartetten som sprängdes)                                                                     | Birger Sjöberg / Dramatisering Nils A. Falk                                 | Sandor Györbiro                  |
| 1969 | Alla har en trädgård (Everything in the Garden)                                               | Edward Albee i översättning av Sven Barthel                                 | Kaj Ahnhem                       |
| 1969 | Symptom                                                                                       | Johan Löfmark och Bengt Bratt                                               | Lars Göran Carlson               |
| 1969 | Barnförbjudet                                                                                 | Allan Rune Pettersson                                                       | Lars Göran Carlson               |
| 1969 | Friaren från landet eller Monsieur de Pourceaugnac (Monsieur de Pourceaugnac)                 | Molière i översättning av Allan Bergstrand                                  | Lars-Levi Læstadius              |
| 1969 | Naturliga orsaker (Natural causes)                                                            | Ellen Dryden i översättning av Lars-Levi Læstadius                          | Kaj Ahnhem                       |
| 1969 | Sandlådan                                                                                     | Kent Andersson och Bengt Bratt                                              | Lars-Levi Læstadius              |
| 1969 | Å, vilken härlig fred!!                                                                       | Hans Alfredson och Tage Danielsson                                          | Kaj Ahnhem                       |
| 1969 | De bordlagda                                                                                  | Birger Norman                                                               | Ensemblen                        |
| 1969 | Krigsmans lycka (Minna von Barnheim)                                                          | Gotthold Ephraim Lessing                                                    | Lars-Levi Læstadius              |
| 1969 | Bagaren, bagerskan och den lilla bagarpojken (Le Boulanger, la boulangère et le petit mitron) | Jean Anouilh i översättning av Martin Söderhjelm                            | Martin Söderhjelm                |
| 1969 | Karol                                                                                         | Sławomir Mrożek i översättning av Per Erik Wahlund                          | Lars-Levi Læstadius              |
| 1969 | Hans nåds testamente)                                                                         | Hjalmar Bergman                                                             | Runar Schauman / Kaj Ahnhem      |
| 1970 | Resa med en annan                                                                             | Lars-Levi Laestadius                                                        | Lars-Levi Læstadius              |
| 1970 | I väntan på Godot (En attendant Godot)                                                        | Samuel Beckett i översättning av Lill-Inger och Göran O. Eriksson           | Lars-Levi Læstadius              |
| 1970 | Skärpt bevakning (Haute surveillance)                                                         | Jean Genet i översättning av Eva Alexanderson                               | Kaj Ahnhem                       |
| 1970 | Kattorna                                                                                      | Walentin Chorell                                                            | Martin Söderhjelm                |
| 1970 | Hemmet                                                                                        | Kent Andersson och Bengt Bratt                                              | Kaj Ahnhem                       |
| 1970 | Escorial (Escurial)                                                                           | Michel de Ghelderode i översättning av Claes Hoogland                       | Lars-Levi Læstadius              |
| 1970 | Arsenik och gamla spetsar (Arsenic and Old Lace)                                              | Joseph Kesselring i översättning av Lars-Levi Læstadius                     | Martin Söderhjelm                |
| 1970 | Krig, kvinnor, kapital                                                                        | Lars-Levi Laestadius                                                        | Ensemblen                        |
| 1970 | Herr Puntila och hans dräng Matti (Herr Puntila und sein Knecht Matti)                        | Bertolt Brecht i översättning av Alf Henrikson                              | Lars-Levi Læstadius              |
| 1970 | Mathissen (The Dumb Waiter)                                                                   | Harold Pinter i översättning av Heinz Hopf                                  | Kaj Ahnhem                       |
| 1970 | Kropp - en revy om människokroppen                                                            | Bengt Ahlfors, Claes Andersson och Johan Bergum                             | Kaj Ahnhem                       |
| 1970 | Kääärlek (Luv)                                                                                | Murray Schisgal i översättning av Petter Bergman                            | Lars-Levi Læstadius              |
| 1971 | Nalle Puh och hans vänner / Winnie-the-Pooh                                                   | A.A. Milne i översättning av Brita af Geijerstam, Dramatisering Eric Olsoni | Lars-Levi Læstadius              |
| 1971 | Paria                                                                                         | Strindberg                                                                  | Kaj Ahnhem                       |
| 1971 | Bernardas hus (La casa de Bernarda Alba)                                                      | Federico García Lorca i översättning av Karin Alin                          | Lars-Levi Læstadius              |
| 1971 | Räddad (Saved)                                                                                | Edward Bond i översättning av Sigbrit och Carl-Olof Lång                    | Kaj Ahnhem                       |
| 1971 | Ett frieri (Предложение, Predloženie)                                                         | Anton Tjechov                                                               | Lars-Levi Læstadius              |
| 1971 | Bamsingen (Le Babour)                                                                         | Félicien Marceau i översättning av Göran O. Eriksson                        | Martin Söderhjelm                |
| 1971 | Flotten                                                                                       | Kent Andersson                                                              | Kaj Ahnhem                       |
| 1971 | Trettondagsafton (Twelfth Night, or What You Will)                                            | Shakespeare                                                                 | Lars-Levi Læstadius              |
| 1971 | Jungfruleken (Les Bonnes)                                                                     | Jean Genet i översättning av Eva Alexanderson                               | Kaj Ahnhem                       |
| 1971 | Tillståndet                                                                                   | Kent Andersson och Bengt Bratt                                              | Stellan Olsson                   |
| 1971 | Vid läglig lägenhet (Vacant Possession)                                                       | Maisie Mosco i översättning av Martin Söderhjelm                            | Martin Söderhjelm                |
| 1971 | Luftbubblor                                                                                   | Erik Knudsen i översättning av Percy Ahnhem                                 | Kaj Ahnhem                       |
| 1971 | Min vän Harvey (Harvey)                                                                       | Mary Chase i översättning av Birgitta Hammar                                | Martin Söderhjelm                |
| 1972 | Vildanden                                                                                     | Henrik Ibsen i översättning av Lars-Levi Læstadius                          | Lars-Levi Læstadius              |
| 1972 | Skymningsbaren (Twilight Bar)                                                                 | Arthur Koestler i översättning av Stellan Olsson                            | Stellan Olsson                   |
| 1972 | Fruar på vift (Le dindon)                                                                     | Georges Feydeau i översättning av Raoul af Hällström                        | Lars-Levi Læstadius              |
| 1972 | Födelsedagskalaset (The birthday party)                                                       | Harold Pinter i översättning av Sigbrit och Carl-Olof Lång                  | Stellan Olsson                   |
| 1972 | Vad har djävulen på jorden att göra? (Scherz, Satire, Ironie und tiefere Bedeutung)           | Christian Dietrich Grabbe i översättning av Lars-Levi Læstadius             | Lars-Levi Læstadius              |
| 1973 | Äktenskapsskolan / L'école des femmes                                                         | Molière i översättning av Allan Bergstrand och H. P. Hansen                 | Lars-Levi Læstadius / John Price |
| 1973 | Möss och människor (Of Mice and Men)                                                          | John Steinbeck i översättning av Sven Barthel                               | Stellan Olsson                   |
| 1973 | Melodi på lergök                                                                              | Lars-Levi Læstadius                                                         | Lars-Levi Læstadius              |

## Claes Sylwander, 1973–1983
| År   | Produktion                                                                          | Upphovsmän                                                                                    | Regi                         |
| ---- | ----------------------------------------------------------------------------------- | --------------------------------------------------------------------------------------------- | ---------------------------- |
| 1973 | Karusellen / The Apple Cart                                                         | George Bernard Shaw i översättning av Lennart Lagerwall                                       | Claes Sylwander              |
| 1973 | Dr Burkes egendomliga eftermiddag (Podivné odpoledne dr. Zvonka Burkeho)            | Ladislav Smoček i översättning av Eva Lindekrantz och Carl-Edvard Nattsén                     | Claes Thelander              |
| 1973 | Faust                                                                               | Johann Wolfgang von Goethe i översättning av Bertil Malmberg och Viktor Rydberg               | Hanskarl Zeiser              |
| 1973 | Värmlänningarna                                                                     | Fredrik August Dahlgren och Andreas Randel                                                    | Claes Sylwander              |
| 1974 | Arvet från Ballygombeen / The Ballygombeen bequest                                  | John Arden och Margaretta D'Arcy i översättning av Lars Huldén och Claes Thelander            | Claes Thelander              |
| 1974 | Pampen                                                                              | Lars Björkman                                                                                 | Claes Sylwander              |
| 1974 | Kaktusblomman (Fleur de cactus)                                                     | Pierre Barillet och Jean-Pierre Grédy i översättning av Stig Ahlgren                          | Claes Sylwander              |
| 1974 | Anatol                                                                              | Arthur Schnitzler i översättning av Per Erik Wahlund                                          | Mimi Pollak                  |
| 1974 | Kärleksföreställningen                                                              | Margareta Garpe och Suzanne Osten                                                             | Lars Svenson                 |
| 1974 | Clownen Beppo                                                                       | Else Fisher                                                                                   | Willy Keidser                |
| 1974 | Tartuffe (Tartuffe, ou l'Imposteur)                                                 | Molière i översättning av Allan Bergstrand                                                    | Hanskarl Zeiser              |
| 1974 | Victor: När barnen tar makten (Victor, ou, Les Enfants au pouvoir)                  | Roger Vitrac i översättning av Lennart Lagerwall                                              | Hans Polster                 |
| 1975 | Sjung vackert om kärlek                                                             | Gottfried Grafström                                                                           | Claes Thelander              |
| 1975 | En handelsresandes död (Death of a Salesman)                                        | Arthur Miller i översättning av Sven Barthel                                                  | Claes Sylwander              |
| 1975 | Föräldrarna                                                                         | Lilla Klara-gruppen                                                                           | Lars Svenson                 |
| 1975 | Den siste hete älskaren (Last of the Red Hot Lovers)                                | Neil Simon i översättning av Eva Tisell                                                       | Claes Sylwander              |
| 1975 | Turarna, en färjepjäs                                                               | Stellan Olsson och Jan Olsheden                                                               | Stellan Olsson               |
| 1975 | Ett drömspel                                                                        | Strindberg                                                                                    | Lars Svenson                 |
| 1975 | Beteendelek                                                                         | Jan Bergquist                                                                                 | Claes Thelander              |
| 1975 | Hemma igen)                                                                         | Runar Schildt / Dramatisering Johan Bargum                                                    | Hans Polster                 |
| 1975 | Åh, ljuva ungdomstid (Ah, Wilderness)                                               | Eugene O'Neill i översättning av Elsa af Trolle                                               | Olle Johansson               |
| 1976 | Peer Gynt                                                                           | Henrik Ibsen i översättning av Karl Ragnar Gierow                                             | Claes Sylwander              |
| 1976 | Dödsdansen                                                                          | Strindberg                                                                                    | Hans Polster                 |
| 1976 | Othello                                                                             | Shakespeare i översättning av Allan Bergstrand                                                | Claes Sylwander              |
| 1976 | Marknadsafton                                                                       | Vilhelm Moberg                                                                                | Claes Thelander              |
| 1976 | Aska (Ashes)                                                                        | David Rudkin i översättning av Kåre Santesson                                                 | Lars Svenson                 |
| 1976 | Pariserliv (La Vie parisienne)                                                      | Jacques Offenbach, Henri Meilhac och Ludovic Halévy                                           | Hans Polster                 |
| 1977 | Spanska flugan / Die spanische Fliege                                               | Franz Arnold och Ernst Bach                                                                   | Olle Johansson               |
| 1977 | I väntan på Bardot                                                                  | Lars Björkman och Sigvard Olsson                                                              | Claes Sylwander              |
| 1977 | En dörr skall vara öppen eller stängd (Il faut qu'une porte soit ouverte ou fermée) | Alfred de Musset i översättning av Hjalmar Söderberg                                          | Claes Thelander              |
| 1977 | Stolarna (Les Chaises)                                                              | Eugène Ionesco i översättning av Ebbe Linde                                                   | Claes Thelander              |
| 1977 | Mäster Olof                                                                         | Strindberg                                                                                    | Lars Svenson                 |
| 1977 | Tribadernas natt                                                                    | Per Olov Enquist                                                                              |                              |
| 1977 | Chez nous                                                                           | Anders Ehnmark och Per Olov Enquist                                                           | Hans Polster                 |
| 1977 | Lejonet och jungfrun (Tyren og jomfruen)                                            | Knut Faldbakken i översättning av Kåre Santesson                                              | Lars Svenson                 |
| 1977 | Tolvskillingsoperan (Die Dreigroschenoper)                                          | Bertolt Brecht och Kurt Weill i översättning av Ebbe Linde                                    | Hans Polster                 |
| 1977 | Gin & Bitter Lemon (Absurd Person Singular)                                         | Alan Ayckbourn i översättning av Torsten Ehrenmark                                            | Per Møller-Nielsen           |
| 1977 | Ballerina                                                                           | Arne Skouen                                                                                   | Claes Thelander              |
| 1978 | Mio, min Mio                                                                        | Astrid Lindgren                                                                               | Karin Ekström / Göran Omnéus |
| 1978 | Audiens (Audience)                                                                  | Václav Havel i översättning av Kent Andersson och Eva Lindekrantz                             | Claes Sylwander              |
| 1978 | Vernissage (Vernisáž)                                                               | Václav Havel i översättning av Kent Andersson och Eva Lindekrantz                             | Claes Sylwander              |
| 1978 | Kvinnor och äppelträd)                                                              | Moa Martinson / Dramatisering Leif Sundberg                                                   | Lars Svenson                 |
| 1978 | Tre systrar (Три сeстры, Tri sestry)                                                | Anton Tjechov i översättning av Astrid Baecklund och Herbert Grevenius                        | Hans Polster                 |
| 1978 | Cabaret                                                                             | John Kander, Fred Ebb och Joe Masteroff i översättning av Agneta Ginsburg och Bertil Norström | Dania Krupska                |
| 1978 | Åh, vilket härligt krig! (Oh, What a Lovely War!)                                   | Charles Chiltom och Joan Littlewood i översättning av Uno ”Myggan” Ericson                    | Jan Lewin                    |
| 1978 | I skuggan (The Shadow Box)                                                          | Michael Cristofer i översättning av Pelle Fritz-Crone                                         | Claes Sylwander              |
| 1978 | Caviar och spagetti (Caviale e lenticchie)                                          | Giulio Scarnicci och Renzo Tarabusi i översättning av Folke Hamrin                            | Egon Larsson                 |
| 1978 | Vargen - en upptäcktsresa (Claw)                                                    | Howard Barker                                                                                 | Lars Svenson                 |
| 1979 | Richard III / The Life and Death of King Richard the Third                          | Shakespeare i översättning av Allan Bergstrand                                                | Hans Polster                 |
| 1979 | Vicken uppståndelse! (Oh, oh, Juliet)                                               | Ephraim Kishon i översättning av Birgitta Hammar                                              | Gordon Marsh                 |
| 1979 | Teenagerlove                                                                        | Ernst Bruun Olsen och Finn Savery i översättning av Lars Forssell                             | Per Møller-Nielsen           |
| 1979 | Elddonet (Fyrtøiet)                                                                 | H.C. Andersen / Dramatisering Lars Svenson                                                    | Jindra Puhony                |
| 1979 | Anne Franks dagbok (The Diary of Anne Frank)                                        | Frances Goodrich och Albert Hackett i översättning av Lill-Inger och Göran O. Eriksson        | Claes Sylwander              |
| 1979 | Vi betalar inte! Vi betalar inte! (Non si paga! non si paga!)                       | Dario Fo i översättning av Carlo och Anna Barsotti                                            | Hans Polster                 |
| 1979 | Spelman på taket (Fiddler on the Roof)                                              | Jerry Bock, Sheldon Harnick och Joseph Stein i översättning av Gösta Bernhard                 | Edith Roger                  |
| 1979 | Tango                                                                               | Sławomir Mrożek i översättning av Martin von Zweigberg och Bertil Bodén                       | Ulla Blomstrand              |
| 1980 | I nöd och lust / I Do! I Do!                                                        | Tom Jones och Harvey Schmidt i översättning av Benedict Zilliacus                             | Gordon Marsh                 |
| 1980 | Rävspel (Sly Fox)                                                                   | Larry Gelbart i översättning av Torsten Ehrenmark                                             | Per Møller-Nielsen           |
| 1980 | Prins Sorgfri                                                                       | Per Lysander och Suzanne Osten                                                                | Hans Polster                 |
| 1980 | Slutspel (Fin de partie)                                                            | Samuel Beckett i översättning av Göran O. Eriksson                                            | Gustaf Elander               |
| 1980 | Wärdshuset Haren och Vråken                                                         | Lars Forssell                                                                                 | Hans Polster                 |
| 1980 | Främling (Fremmed)                                                                  | Leif Esper Andersen i översättning av Pelle Fritz-Crone, Dramatisering Leif Sundberg          | Göran Omnéus                 |
| 1980 | I vackra drömmars land                                                              | Lars Björkman                                                                                 | Claes Sylwander              |
| 1980 | Kungsfiskaren (The Kingfisher)                                                      | William Douglas-Home i översättning av Pelle Fritz-Crone                                      | Hans Polster                 |
| 1981 | Karlsson på taket                                                                   | Astrid Lindgren                                                                               | Lars Barringer               |
| 1981 | Körsbärsträdgården (Вишнёвый сад, Visjnjovyj sad)                                   | Anton Tjechov i översättning av Jan Håkansson                                                 | Gustaf Elander               |
| 1981 | 0700 – Enligt order (Flashpoint)                                                    | Tom Kempinski                                                                                 | Tom Deutgen                  |
| 1981 | Leva loppan (La puce à l'oreille)                                                   | Georges Feydeau i översättning av Stig Ahlgren                                                | Henning Moritzen             |
| 1981 | Every Good Boy Deserves Favour                                                      | Tom Stoppard och André Previn i översättning av Lars Björkman                                 | Claes Sylwander              |
| 1981 | Inget går upp mot mammas gräs (La marijuana della mamma è la più bella)             | Dario Fo i översättning av Anna och Carlo Barsotti                                            | Hans Polster                 |
| 1981 | Dansa för mej, Zorba! (Zorba)                                                       | John Kander, Fred Ebb och Joseph Stein i översättning av Bertil Norström                      | John Zacharias               |
| 1981 | Maria Stuart                                                                        | Friedrich Schiller i översättning av Bertil Malmberg                                          | Lars Svenson                 |
| 1982 | En fredsönskan: en litterär kabaré om Brechts liv                                   | Bertolt Brecht                                                                                | Hans Polster                 |
| 1982 | Brevet till min älskade (I Sent a Letter To My Love)                                | Bernice Rubens i översättning av Pelle Fritz-Crone                                            | Claes Sylwander              |
| 1982 | Svejk i andra världskriget (Schweyk im Zweiten Weltkrieg)                           | Bertolt Brecht i översättning av Gunnar Wersén                                                | Hans Polster                 |
| 1982 | Släpp svångremmar loss, kabaré                                                      |                                                                                               | Lars Svenson                 |
| 1982 | Benådningen (Restoration)                                                           | Edward Bond i översättning av Carl-Olof Lång                                                  | Tom Deutgen                  |
| 1982 | Varken fågel eller fisk (Nicht Fisch nicht Fleisch)                                 | Franz Xaver Kroetz i översättning av Ulla Olsson och Herbert Grevenius                        | Hans Polster                 |
| 1982 | Mellan himmel och jord                                                              | Staffan Westerberg                                                                            | Karin Ekström                |
| 1982 | Sista sommaren (On Golden Pond)                                                     | Ernest Thompson i översättning av Per Erik Wahlund                                            | Claes Sylwander              |
| 1982 | Läkare (Ärztinnen)                                                                  | Rolf Hochhuth i översättning av Ulla Olsson och Herbert Grevenius                             | Lars Svenson                 |
| 1983 | Den girige / L'Avare ou l'École du mensonge                                         | Molière i översättning av Ulf Gran                                                            | Hans Polster                 |
| 1983 | Ett dockhem (Et Dukkehjem)                                                          | Henrik Ibsen i översättning av Tom Deutgen                                                    | Tom Deutgen                  |
| 1983 | Clownentréer                                                                        | Gino Samil                                                                                    | Gino Samil                   |
| 1983 | Århundradets kärlekssaga)                                                           | Märta Tikkanen / Bearbetning Kerstin Wartel och Lars Svenson                                  | Lars Svenson                 |
| 1983 | Teaterlekar                                                                         |                                                                                               |                              |

## Staffan Olzon, 1983–1986
| År   | Produktion                                                   | Upphovsmän                                                       | Regi                           |
| ---- | ------------------------------------------------------------ | ---------------------------------------------------------------- | ------------------------------ |
| 1983 | Fröken Julie                                                 | Strindberg                                                       | Tom Deutgen                    |
| 1983 | På tu man hand med alla (Наедине со всеми, Naedine so vsemi) | Alexander Gelman i översättning av Lars Erik Blomqvist           | Staffan Olzon                  |
| 1983 | Don Juan (Dom Juan ou Le Festin de pierre)                   | Molière i översättning av Ulf Gran                               | Hans Polster                   |
| 1983 | Med slöja och svärd                                          | Birgit Hageby                                                    | Karin Parrot                   |
| 1984 | Katt på hett plåttak / Cat on a Hot Tin Roof                 | Tennessee Williams i översättning av Sven Barthel                | Tom Deutgen                    |
| 1984 | Den vitklädda (The Belle of Amherst)                         | William Luce i översättning av Britt G. Hallqvist                | Lars Svenson                   |
| 1984 | En gång till, Sam (Play It Again, Sam)                       | Woody Allen i översättning av Torsten Ehrenmark                  | Staffan Olzon                  |
| 1984 | Lulu                                                         | Frank Wedekind i översättning av Evan Storm                      | Hans Polster                   |
| 1984 | Äpplet i portföljen                                          |                                                                  | Staffan Olzon                  |
| 1984 | Kaos på teatern (Noises Off)                                 | Michael Frayn i översättning av Per Gerhard                      | Palle Granditsky               |
| 1984 | Paris 1878                                                   | Staffan Olzon                                                    | Staffan Olzon                  |
| 1984 | Paris 1918                                                   | Staffan Olzon                                                    | Staffan Olzon                  |
| 1984 | Diktarens Frida eller Träffas säkrast i hjärtat)             | Hans Granlid                                                     | Evan Storm / Stina Ancker      |
| 1984 | Brevbäraren från Arles (Postbudet fra Arles)                 | Ernst Bruun Olsen i översättning av Per Erik Wahlund             | Lars Svenson                   |
| 1984 | Hoppande mus                                                 | Ellika Lindén                                                    | Ellika Lindén                  |
| 1985 | Panik i Rölleby                                              | Anna Bondestam                                                   | Bengt Ahlfors                  |
| 1985 | Solen och jag (Memoir)                                       | John Murrell i översättning av Ulla Olsson och Herbert Grevenius | Anna-Greta Bergman             |
| 1985 | Paris?                                                       | Staffan Olzon                                                    | Staffan Olzon                  |
| 1985 | Burning Love                                                 | Fitzgerald Kusz i översättning av Ingrid Hiort af Ornäs          | Staffan Olzon                  |
| 1985 | Figaros bröllop (La Folle Journée, ou Le Mariage de Figaro)  | Pierre de Beaumarchais i översättning av Ulf Gran                | Hans Polster                   |
| 1985 | Advent                                                       | Strindberg                                                       | Lars Svenson                   |
| 1985 | Momo eller kampen om tiden (Momo)                            | Michael Ende i översättning av Roland Adlerberth                 | Bent Hesselman                 |
| 1986 | Frihet i Bremen / Bremer Freiheit                            | Rainer Werner Fassbinder i översättning av Etienne Glaser        | Christian Zell                 |
| 1986 | Ett nät av lögner (Pack of Lies)                             | Hugh Whitemore                                                   | Hans Polster                   |
| 1986 | Herr Plumes zellsamheter och blamasjer)                      | Christian Zell                                                   | Christian Zell / Staffan Olzon |

## Palle Granditsky, 1986–1989
| År   | Produktion | Upphovsmän                                                            | Regi                |
| ---- | --- | --------------------------------------------------------------------- | ------------------- |
| 1986 | Samlaren / The Collector | John Fowles / Dramatisering David Parker, Översättning Runar Martholm | Runar Martholm      |
| 1986 | Första gången Eva dog | Anita Blom                                                            | Anna-Greta Bergman  |
| 1986 | Pappas hus (Widowers' Houses) | George Bernard Shaw i översättning av Per Erik Wahlund                | Palle Granditsky    |
| 1986 | Ifigenia i Aulis (Ἰφιγένεια ἐν Αὐλίδι, Īphigéneia en Aulídi)                                                                       | Euripides i översättning av Tord Baeckström                           | Anita Blom          |
| 1986 | De båda sömngångarna eller Det nödvändiga och det överflödiga (Die beiden Nachtwandlern, oder das Notwendige und das Überflüssige) | Johann Nestroy i översättning av Britt G. Hallqvist och Ulf Gran      | Hans Polster        |
| 1987 | Några överlever torkan (A Lesson from Aloes)                                                                                       | Athol Fugard i översättning av Anita Blom                             | Hans Polster        |
| 1987 | Tystnad Tagning! (הפלשתינאית, Ha-Palestinait)                                                                                      | Joshua Sobol i översättning av Freddie Rokem                          | Gunilla Berg        |
| 1987 | Sagan om den lilla flickan som hade en kanin till pappa                                                                            | Gösta Kjellin                                                         | Gösta Kjellin       |
| 1987 | En triangel (The Trigon) | James Broom-Lynne i översättning av Lennart Lagerwall                 | Anita Blom          |
| 1987 | Konkursen (Банкрот, Bankrut) | Aleksandr Ostrovskij i översättning av Staffan Skott                  | Palle Granditsky    |
| 1987 | Jorden runt på 80 dagar (Le Tour du monde en quatre-vingts jours)                                                                  | Jules Verne                                                           | Bengt Ahlfors       |
| 1987 | Utflykten (A Lovely Sunday for Creve Coeur)                                                                                        | Tennessee Williams i översättning av Anita Blom                       | Anna-Greta Bergman  |
| 1987 | Tjejen i aspen | Staffan Göthe                                                         | Hans Polster        |
| 1987 | Mamma älskar dig... (Homefront) | James Duff i översättning av Christian Zell                           | Lars Svenson        |
| 1987 | Flugorna (Les Mouches) | Jean-Paul Sartre i översättning av Eyvind Johnson                     | Anita Blom          |
| 1987 | Den politiske kocken | August Blanche                                                        | Palle Granditsky    |
| 1987 | Hittebarnet | August Blanche                                                        | Palle Granditsky    |
| 1988 | En natt i februari | Staffan Göthe                                                         | Lars Svenson        |
| 1988 | Straffmyndig (Strafmündig) | Gert Heidenreich i översättning av Frederik Sjögren                   | Hans Polster        |
| 1988 | Din stund på jorden | Vilhelm Moberg                                                        | Anita Blom          |
| 1988 | Panget (The Foreigner) | Larry Shue i översättning av Göran O. Eriksson                        | Lars Svenson        |
| 1988 | Följer du med hem? (Скамейка, Skamejka)                                                                                            | Alexander Gelman i översättning av Ben Hellman                        | Anna-Greta Bergman  |
| 1988 | Farsen om advokaten Pathelin (La Farce de maître Pierre Pathelin)                                                                  | i översättning av Erik Staaf                                          | Jan Nielsen         |
| 1988 | Kung Lear (King Lear) | Shakespeare i översättning av Allan Bergstrand                        | Anita Blom          |
| 1988 | Min mamma sa... (My Mother Said I Never Should)                                                                                    | Charlotte Keatley i översättning av Thomas Kinding                    | Anna-Greta Bergman  |
| 1989 | Föreställningen | Clas-Göran och Rune Turesson / Fritt efter Anton Tjechov              | Clas-Göran Turesson |
| 1989 | En familjeaffär (A Small Family Business)                                                                                          | Alan Ayckbourn i översättning av Palle Granditsky                     | Herman Ahlsell      |
| 1989 | Sagan om den sönderslitna dockan (El circulito de tiza o Historia de una muñeca abandonada)                                        | Alfonso Sastre i översättning av Francisco J. Uriz och Ingvar Boman   | Hans Polster        |
| 1989 | Onkel Vanja (Дядя Ваня, Djadja Vanja)                                                                                              | Anton Tjechov i översättning av Staffan Skott                         | Palle Granditsky    |
| 1989 | Heliga Birgittas farliga lekar | Johanna Enckell                                                       | Anita Blom          |

## Lars Svenson, 1989–2001
| År    | Produktion                                              | Upphovsmän | Regi                               |
| ----- | ------------------------------------------------------- | --- | ---------------------------------- |
| 1989  | Melodien som kom bort (Melodien, der blev væk)          | Kjeld Abell, Sven Mölle Kristensen, Bernhard Christensen och Herman Koppel i översättning av Alf Henrikson                 | Karin Parrot-Jonzon                |
| 1989  | Min modiga mor (Mutters Courage)                        | George Tabori i översättning av Anna och Sture Pyk                                                                         | Richard Looft                      |
| 1989  | En far som mor                                          | Michael Ramløse i översättning av Johan Celander                                                                           | Clas-Göran Turesson                |
| 1989  | Knäckebröd med hovmästarsås)                            | Magnus Nilsson | Ernst Günther / Peter Wahlqvist    |
| 1989  | Robespierre                                             | Rudolf Värnlund | Hans Polster                       |
| 1990  | Viola och hennes gubbar eller 4xZ                       | | Lars Svenson                       |
| 1990  | Byggmästare Solness (Bygmester Solness)                 | Henrik Ibsen i översättning av Göran O. Eriksson                                                                           | Marianne Rolf                      |
| 1990  | Tistou (Tistou les pouces verts)                        | Maurice Druon / Dramatisering Frederik Sjögren och Thomas Porathe                                                          | Jan Nielsen                        |
| 1990  | Baby Boom Cabaré                                        | |                                    |
| 1990  | Förvillande lik (Busybody)                              | Jack Popplewell i översättning av Johan Celander                                                                           | Stig Olin                          |
| 1990  | Lyrik för Beethoven och jakten på Elise!                | | Lars Svenson                       |
| 1990  | Jacques och hans husbonde (Jakub a jeho pán)            | Milan Kundera i översättning av Göran O. Eriksson                                                                          | Hans Polster                       |
| 1990  | Muraren som slutade vissla (Hakkedrenge)                | Leif Esper Andersen / Dramatisering Leif Sundberg och Pierre Dahlander                                                     | Lars Svenson                       |
| 1990  | Pedro och kaptenen (Pedro y el capitán)                 | Mario Benedetti i översättning av Jens Nordenhök                                                                           | Hans Polster                       |
| 1990  | Vår fantastiska pappa (Le voyage de Monsieur Perrichon) | Eugène Labiche | Gordon Marsh                       |
| 1991  | Min store tjocke far                                    | Magnus Nilsson | Stig Ossian Ericson                |
| 1991  | Maratondansen)                                          | Horace McCoy / Dramatisering Ray Herman                                                                                    | Tom Lagerborg                      |
| 1991  | Omaka par (The Odd Couple)                              | Neil Simon i översättning av Magnus Härenstam och Brasse Brännström                                                        | Arne Strömgren                     |
| 1991  | Och ge oss skuggorna                                    | Lars Norén | Hans Polster                       |
| 1991  | Bamse - världens starkaste björn                        | Rune Andréasson | Lars Svenson                       |
| 1992) | Den ludna gorillan (The Hairy Ape)                      | Eugene O'Neill i översättning av Håkan Lindhé                                                                              | Håkan Lindhé                       |
| 1992) | Sagan om Piaf                                           | Åke Arenhill | Birgit Carlstén                    |
| 1992) | Hustruskolan (L'école des femmes)                       | Molière i översättning av Lars Forssell                                                                                    | Hans Polster                       |
| 1992) | Maries barn                                             | Bengt Ahlfors och Johan Bargum                                                                                             | Jan Nielsen                        |
| 1992) | Trädpojken och Tuonelas svan                            | Christina Andersson | Jan Nielsen                        |
| 1992) | Lucifers barn (Lucifer's Child)                         | William Luce i översättning av Håkan Lindhé                                                                                | Hans Polster                       |
| 1992) | Häxjakten (The crucible)                                | Arthur Miller i översättning av Britt G. Hallqvist                                                                         | Håkan Lindhé                       |
| 1992) | Ett kungarike för en häst)                              | Shakespeare / Bearbetning Lucas Svensson                                                                                   | Lucas Svensson                     |
| 1992) | Isbjörnarna                                             | Jonas Gardell | Kerstin Birde                      |
| 1993) | Köpmannen i Venedig (The Merchant of Venice)            | Shakespeare i översättning av Allan Bergstrand                                                                             | Göran Stangertz                    |
| 1993) | Jo, det gällde annonsen (La bonne adresse)              | Marc Camoletti i översättning av Gertrud Hemmel och Anders Albien                                                          | Arne Strömgren                     |
| 1993) | I väntan på Godot (En attendant Godot)                  | Samuel Beckett i översättning av Lill-Inger och Göran O. Eriksson                                                          | Hans Polster                       |
| 1993) | Blodsbröder (Blood Brothers)                            | Willy Russell i översättning av Klas Östergren och Sven Hugo Persson                                                       | Ronny Danielsson                   |
| 1993) | Pelikanen                                               | Strindberg | Kerstin Birde                      |
| 1993) | Robinson och Crusoe (Robinson e Crusoe)                 | Nino D'Introna och Giacomo Ravicchio                                                                                       | Gunilla Diehl                      |
| 1993) | Linje Lusta (A Streetcar Named Desire)                  | Tennessee Williams i översättning av Håkan Lindhé                                                                          | Håkan Lindhé                       |
| 1993) | Aniara)                                                 | Harry Martinson / Bearbetning Helge Skoog                                                                                  | Lars Wiik                          |
| 1994  | Höst och vinter                                         | Lars Norén | Thomas Müller                      |
| 1994  | Aldrig i livet (Dummy Run)                              | Dave Freeman i översättning av Elin Petersdottir och Peter Snickars                                                        | Arne Strömgren                     |
| 1994  | True West                                               | Sam Shepard i översättning av Göran Graffman                                                                               | Jan Nielsen                        |
| 1994  | Cirkus Tigerbrand)                                      | Nils Ferlin / Dramatisering Ulf Fredriksson                                                                                | Ulf Fredriksson                    |
| 1994  | De sista (Последние, Posledniye)                        | Maksim Gorkij i översättning av Staffan Skott                                                                              | Ronnie Hallgren                    |
| 1994  | Mio min Mio)                                            | Astrid Lindgren / Dramatisering Hans Renhäll                                                                               | Eva Molin                          |
| 1995) | Första steget (Shattered Secrets)                       | Libbe S.Halevy i översättning av Tommy Ljungholm                                                                           | Göran Stangertz                    |
| 1995) | Som man bäddar (Pyjama Pour Six)                        | Marc Camoletti i översättning av Jan Nielsen                                                                               | Jan Nielsen                        |
| 1995) | Heliga Birgittas uppenbarelser                          | | Lars Svenson                       |
| 1995) | Svanen (The Swan)                                       | Elizabeth Egloff i översättning av Joachim Siegård                                                                         | Thomas Müller                      |
| 1995) | Gruffet i Chiozza (Le baruffe chiozzotte)               | Carlo Goldoni | Jörgen Düberg                      |
| 1995) | Skenbara drömmar)                                       | Sigmund Freud / Texturval Lars Svenson                                                                                     | Lars Svenson                       |
| 1995) | En fröjdefull jul (Season's Greetings)                  | Alan Ayckbourn i översättning av Göran O. Eriksson                                                                         | Marianne Rolf                      |
| 1995) | Lille prinsen (Le Petit Prince)                         | Antoine de Saint-Exupéry / Dramatisering Jacques Ardouin, Översättning Gunvor Bang                                         | Lars Svenson                       |
| 1995) | Lyckan är en talisman (Lykken er en talisman)           | Bodil Wamberg | Birgitta Sylwander / Bodil Wamberg |
| 1996  | Från regnormarnas liv                                   | Per Olov Enquist | Edith Roger(nb)                    |
| 1996  | Spindelkvinnans kyss (Kiss of the Spider Woman)         | John Kander, Fred Ebb och Terrence McNally i översättning av Stina Nordenstam, Lasse Söderberg och Carsten Palmaer         | Ronny Danielsson                   |
| 1996  | Galoschkungen                                           | Sigvard Olsson | Göran Stangertz                    |
| 1996  | Bobby Fischer bor i Pasadena                            | Lars Norén | Marianne Rolf                      |
| 1996  | Fången på fyren                                         | Malin Lagerlöf | Jan Nielsen                        |
| 1996  | Katt bland hermelinerna                                 | Lars Svenson | Lars Svenson                       |
| 1996  | Stulen lycka                                            | Bengt Ahlfors | Bengt Ahlfors                      |
| 1997  | Änglakaramellen                                         | Cristina Gottfridsson | Jan Nielsen                        |
| 1997  | En uppstoppad hund                                      | Staffan Göthe | Margita Ahlin                      |
| 1997  | Feta män i kjol (Fat Men in Skirts)                     | Nicky Silver i översättning av Mårten Westö                                                                                | Jan Nielsen                        |
| 1997  | Romeo och Julia (The Tragedy of Romeo and Juliet)       | Shakespeare i översättning av Göran O. Eriksson                                                                            | Thomas Müller                      |
| 1997  | Elddonet (Fyrtøjet)                                     | H.C. Andersen / Dramatisering Göran Stangertz och Görel Engstrand                                                          | Göran Stangertz                    |
| 1998  | Ondskan                                                 | Jan Guillou / Bearbetning Benny Haag                                                                                       | Jörgen Düberg                      |
| 1998  | Natten före skogarna (La Nuit juste avant les forêts)   | Bernard-Marie Koltès i översättning av Leif Janzon                                                                         | Thomas Müller                      |
| 1998  | En fru för mycket (Up and running)                      | Derek Benfield i översättning av Åke Cato                                                                                  | Hans Bergström                     |
| 1998  | Lustgården (Liebhaverne)                                | Nikoline Werdelin(da) i översättning av Jens Nordenhök                                                                     | Kim Bjarke                         |
| 1998  | Krymplingen på Inishmaan (The Cripple of Inishmaan)     | Martin McDonagh i översättning av Magnus Hedlund                                                                           | Thomas Müller                      |
| 1998  | Klubb Yoghurt: en levande bakteriekultur                | | Ensemblen                          |
| 1998  | Herrar                                                  | Janne Ericson | Jan Modin                          |
| 1998  | Kunde prästänkan så kan väl du                          | Cecilia Torudd | Margita Ahlin                      |
| 1999  | Rika barn leka bäst                                     | Carin Mannheimer | Birgitta Palme                     |
| 1999  | Natten är dagens mor                                    | Lars Norén | Thomas Müller                      |
| 1999  | Västra kajen (Quai Ouest)                               | Bernard-Marie Koltès i översättning av Katarina Frostenson                                                                 | Thomas Müller                      |
| 1999  | Sluka mej! (Eating Raoul)                               | Jed Feuer, Boyd Graham, Paul Bartel och Richard Blackburn i översättning av Göran Parkrud, Kajsa Giertz och David Shutrick | Göran Parkrud                      |
| 2000  | Journal: Ronald Akkerman (Dossier: Ronald Akkerman)     | Suzanne van Lohuizen i översättning av Bo G. Forsberg                                                                      | Jörgen Düberg                      |
| 2000  | Macbeth                                                 | Shakespeare i översättning av Britt G. Hallqvist                                                                           | Ulla Gottlieb(da)                  |
| 2000  | Skönheten i byn (The Beauty Queen of Leenane)           | Martin McDonagh i översättning av Magnus Hedlund                                                                           | Margita Ahlin                      |
| 2000  | Den samvetslöse mördaren Hasse Karlsson...              | Henning Mankell | Jan Nielsen                        |
| 2000  | Nasse hittar en stol                                    | Sven Nordqvist | Jan Nielsen                        |
| 2000  | Kode                                                    | Bengt Ohlsson | Lars Svenson                       |
| 2000  | Gengångare (Gengangere)                                 | Henrik Ibsen i översättning av Tore Zetterholm                                                                             | Christian Tomner                   |
| 2000  | Djävla karl                                             | Agneta Elers-Jarleman | Lars Wiik                          |
| 2001  | Amadeus                                                 | Peter Shaffer i översättning av Göran O. Eriksson                                                                          | Göran Stangertz                    |
| 2001  | Ohörda rop - Wolf Lullaby (Wolf Lullaby)                | Hilary Bell i översättning av Jacob Hirdwall                                                                               | Anna Potter                        |
| 2001  | En besynnerlig historia                                 | Vladimir Majakovskij i översättning av Gunnar Harding och Bengt Jangfeldt                                                  | Björn Bengtsson                    |
| 2001  | Shang-a-lang                                            | Catherine Johnson i översättning av Jan Modin                                                                              | Jan Modin                          |
| 2001  | Kejsartuppen                                            | | Salim Jazairi                      |
| 2001  | Snart kommer tiden                                      | Line Knutzon i översättning av Yvonne Eklund                                                                               | Natalie Ringler                    |